# Expedición de Belgrano al Paraguay
La expedición militar al Paraguay, que estaba al mando de Manuel Belgrano, fue una fuerza militar que la Junta Provisional Gubernativa de las Provincias del Río de la Plata envió a la Intendencia del Paraguay con el fin de someterla a su autoridad. Esta operación se produjo entre septiembre de 1810 y marzo de 1811 y resultó un fracaso militar, pero fue uno de los antecedentes para la convocatoria del congreso del 17 de junio de 1811 que determinó la destitución del gobernador Bernardo de Velasco «subrogándose en su lugar una junta de gobierno», primer paso para la Independencia del Paraguay.

## Antecedentes
El 17 de mayo de 1810 se anunció oficialmente en Buenos Aires que la resistencia en España contra Napoleón Bonaparte solo subsistía en la bahía de Cádiz, y que la Junta Suprema Central, residente hasta entonces en Sevilla, había sido suprimida.
Como medida de seguridad, las tropas fueron acuarteladas y los oficiales de las mismas pidieron al virrey Cisneros su renuncia, por haber caducado la autoridad de la que dependía y solicitaron al cabildo su intervención. El 21 de mayo se reunió en la plaza «una breve muchedumbre [...] reclutada entre el bajo pueblo por tres eficaces agitadores» que presionaron a las autoridades. El virrey convocó a una junta general de vecinos o cabildo abierto para el 22 de mayo de 1810. Entre los argumentos intercambiados en esta querella de abogados, en la que utilizaron textos normativos de antigua data para solucionar la vacante del poder soberano, el fiscal de la Real Audiencia Manuel Genaro Villota sostuvo que —si bien era cierto que la soberanía podía ser reasumida por el pueblo como consecuencia de la caducidad de toda autoridad en España— no era menos cierto que no solo el pueblo de Buenos Aires, sino todos y cada uno de los pueblos del virreinato debían ser previamente escuchados antes de erigir un gobierno legítimo que reemplazara al existente. Estas consideraciones no fueron tenidas en cuenta, y el 25 de mayo una Junta Provisional sustituyó a la Junta del 24 de mayo presidida por el exvirrey Cisneros.
El 27 y 29 de mayo, la nueva Junta y el Cabildo de Buenos Aires dirigieron comunicaciones a "los pueblos", es decir, las ciudades y villas del virreinato, en las que expusieron los motivos de la deposición del virrey y solicitaron el reconocimiento de su autoridad provisional y el envío de diputados para integrar posteriormente un gobierno con representación de todas las provincias. La Junta sabía que las provincias más ricas no iban a reconocer su supremacía sobre ellas, es decir, aceptar que se mantuviera el estatus de colonias de segundo grado en "beneficio del bloque comercial porteño". Por esa razón 

Por si acaso, un ejército partiría para asegurar la "libertad de los pueblos" en la selección de tales diputados. De esta forma quedaba planteada la guerra. ¿Qué tipo de guerra? Una guerra civil entre quienes apoyaban a la Junta revolucionaria de Buenos Aires y quienes sostienen al revolucionario Consejo de Regencia de Cádiz. (Damianovich, 2010, p. 60)

### Misión de Espínola y Peña
La Junta designó a José Espínola y Peña para que llevara las notas mencionadas a Asunción. Llevaba además su nombramiento secreto como comandante general de armas del Paraguay, a efectivizarse luego de la destitución del gobernador Bernardo de Velasco. A juicio de Pedro Alcántara de Somellera, asesor letrado del gobernador, "no había un viviente más odiado por los paraguayos". Espínola había sido destituido dos veces por Velasco, y meses antes el Cabildo de Asunción había pedido al virrey Cisneros que no volviera a darle cargos en la provincia.
Espínola llegó a Asunción el 21 de junio. Velasco se sintió molesto por la elección del emisario, con la cual la Junta manifestaba su poder como heredera del tradicional estilo autoritario virreinal. La primera prueba de esto ocurrió en Villa del Pilar, donde Espínola, pasando por sobre la autoridad del gobernador, reunió al Cabildo, pidió el sometimiento a la Junta e intentó reclutar hombres. Cuando Velasco se enteró del nombramiento secreto que traía, quiso sacarlo de Asunción rumbo a la Villa Real de la Concepción. Pero, sospechando que lo querían confinar, Espínola logró escapar hacia Buenos Aires. Allí manifestó que la mayoría de los paraguayos estaban a favor de la Junta de Buenos Aires y que bastaría una pequeña fuerza de 200 hombres para remover a las autoridades y opositores provinciales. Años después, Belgrano comentó en sus Memorias que el gobierno creyó lo que decía Espínola porque era "fácil persuadirse de lo que halaga”.

### Oficios a la Junta de Buenos Aires
El 17 de julio, Velasco y el Cabildo de Asunción respondieron el oficio de la Junta que había traído Espínola. Manifestaron que, dada la "gravedad del asunto", se había acordado celebrar "un Consejo general" el 24 de julio, de cuyo resultado se daría "oportuno aviso" a la Junta. En ese oficio el gobierno manifestó su "disgusto" por la venida de Espínola, a quien se calificó como "conductor de los pliegos", es decir, un mensajero sin representación alguna. Se hizo referencia a su "vergonzosa fuga", sin motivo alguno, lo que lo descalificó aún más. Como un anticipo de la posición política de la provincia del Paraguay, el oficio resaltó, en primer lugar, el "sosiego inalterable" que reinaba ahora en la provincia, en referencia a las inquietudes que había provocado en la población el intento de Espínola de reclutar hombres para llevarlos a Buenos Aires. En segundo lugar, la "acendrada" fidelidad de la provincia a Fernando VII y, finalmente, su "respetuosa sumisión a las autoridades legítimas". Esta condición de "legitimidad" era el punto más débil de la Junta de Buenos Aires, hecho que ya había anticipado el fiscal Villota en el Cabildo Abierto del 22 de mayo de 1810. De hecho, el gobernador Velasco había sido nombrado directamente por el rey Carlos IV, mientras que la Junta fue nombrada por el cabildo de Buenos Aires, que solo había asumido el "ejercicio" de la soberanía pero no "en propiedad" según la expresión legal de la época.

### Congreso de Asunción del 24 de julio de 1810
El 24 de julio de 1810, luego de casi 100 años, los representantes del “pueblo” de la ciudad de Asunción (funcionarios, eclesiásticos, militares, comerciantes, vecinos). y los delegados de las villas de la provincia del Paraguay se reunieron en Asunción en un congreso o cabildo abierto para tratar el "asunto tan nuevo y tan interesante" que proponía la circular de la "Junta provisional gubernativa de la capital de Buenos Aires"[sic]. Con esta convocatoria se inició en el Paraguay un proceso de transformación política en la que el pueblo, depositario ahora de la soberanía del monarca, será convocado a sucesivos congresos para elegir representantes, juntas gubernativas, etc.
Basándose en el principio del consentimiento, como parte esencial del derecho natural o de gentes, y en el de la retroversión de la soberanía a los pueblos, la asamblea –compuesta por 214 personas– en un acto de triple soberanía, determinó:
1. "Reconocer" al Consejo de Regencia por haberse constatado su legitima instalación.
2. Suspender todo reconocimiento de superioridad de la junta de Buenos Aires hasta que el Rey, que por ahora no estaba en condiciones de hacerlo, "resuelva lo que es de su soberano agrado".
3. Mantener, mientras tanto, buenas relaciones con Buenos Aires.

"El juramento [al Consejo de Regencia] no era demasiado sincero; la promesa de lealtad a un gobierno metropolitano encerrado en la remota ciudad de Cádiz y sin mayores posibilidades de transformar esa lealtad en hecho concretos disimulaba mal una fuerte tendencia a la autonomía que había caracterizado a Asunción desde los lejanos años de su dependencia del Virreinato del Perú [...] la adhesión expresada al Consejo gaditano era menos el resultado de la simpatía por el lazo colonial que la manifestación de una resistencia a ser subordinada por Buenos Aires".(Camogli, 2006, p. 149/150)

En esta oportunidad, el congreso expresó su oposición a la circular del 27 de mayo de la junta de Buenos Aires que avanzaba "dubitativamente" hacia el desconocimiento de los "derechos de los pueblos". Lo hizo "cubriéndose, retóricamente, con las banderas del rey". Según Bouvet, lo acordado en esta asamblea trajo como consecuencia la invasión de Belgrano.

### Medidas contra la provincia del Paraguay
Habiendo fracasado la misión de Espínola, la Junta decidió "poner en orden" al Paraguay. A tal efecto tomó una serie de medidas, no siempre coherentes entre sí.
- Bloqueo

El 2 de agosto ordenó al español Pedro Fondevilla, comandante militar de Corrientes que bajara a Buenos Aires y envió en su lugar a Elias Galván del regimiento Estrella para que se haga cargo de las milicias. Llevaba la orden de bloquear el tránsito del río frente a Corrientes. El 3 y 11 de agosto, antes de conocer la política de rechazo que iba a adoptar el Paraguay, la junta de Buenos Aires ordenó el bloqueo comercial y de bienes, detención de barcos, personas y correspondencia desde o hacia el Paraguay, a realizarse en los puertos de Santa Fe, La Bajada y Corrientes. El 13 de agosto, la Junta ordenó a Rocamora el bloqueo del río Uruguay, cortando así toda comunicación entre Asunción y Montevideo. A principios de septiembre de 1810, Galván informó la cantidad de buques detenidos y pidió instrucciones sobre qué hacer con aquellos que tenían guías de tránsito con fecha anterior a la orden del bloqueo. Uno de los pasajeros detenidos fue fray Fernando Caballero, profesor de la Universidad de Córdoba con importantes parientes en Asunción. El 7 de septiembre de 1810, Caballero dirigió un oficio a Cornelio Saavedra protestando por la detención de pasajeros y tripulantes y las penurias que sufrían en un puerto tan pobre como el de Corrientes y solicitó se autorizara su liberación hacia Asunción. El 4 de octubre la Junta negó tales permisos. Este hecho novedoso sería el comienzo de un proceso de "larga duración": el aislamiento del Paraguay por décadas.
- Ultimátum

Cuando la Junta comprobó que las medidas en la "versión suave" de su supremacía capitalina no lograba resultados, cambió el discurso y sus actos. El 13 de agosto de 1810 manifestó abiertamente que la ruptura del vínculo de dependencia de los "pueblos subalternos" de la capital era de "suma importancia en el orden político y el crimen de sus autores" aumentaría "la entidad de la violencia de las leyes, por los gravísimos males a que queda expuesta la sociedad". Seis días después, el 19 de agosto, la junta de Buenos Aires respondió la nota del 27 de julio en la que el congreso paraguayo no reconocía la superioridad de Buenos Aires y comunicaba su adhesión al Consejo de Regencia. Esa respuesta fue dirigida a Velasco, al Cabildo y al obispo de Asunción sin tener en cuenta que la decisión provenía de un congreso. La misma decía:

"La Junta requiere a Vuestra Señoría, por última vez, que se una a la Capital, que deje obrar al pueblo libremente, que reconozca la dependencia [...]. Si Vuestra Merced persiste en su pertinacia será responsable ante Dios y el Rey de los males que se preparan". Junta de Buenos Aires a Velasco en (Chaves, 1959, p. 45)

 Los "males" se referían a medidas adicionales a las que ya se habían tomado a esa fecha, a saber:
- Medidas económicas

El 19 de septiembre prohibió la aceptación de libranzas o giros provenientes del Paraguay sobre la Dirección General de Tabacos de Buenos Aires.
- Organización de grupos opositores

Fueron enviados diversos agentes para convencer a posibles opositores a Velasco y sus acólitos:
1. Misión del capitán salteño Juan Francisco Arias. El 2 de agosto de 1810 la Junta dio poder e instrucciones a Arias. Debía aclarar a figuras importantes del Paraguay que los objetivos de la Junta eran mantener íntegros los derechos del Rey y salvar estos territorios de la "suerte corrida por la desgraciada España". Debía advertir que "los jefes españoles"(sic) preferirían sujetarse a cualquier potencia extranjera antes que ver a los "naturales" en goce de sus derechos. El 14 de septiembre, desde Corrientes, Arias adelantó su misión enviando muchos ejemplares de la Gaceta de Buenos Aires y cartas al coronel José Antonio Zavala y Delgadillo y al joven comandante Fulgencio Yegros. En ellas se refirió al tema de la "legalidad": "aún en caso de no ser legitima la instalación de la Excelentísima Junta, tanto más durará esta [ilegalidad] cuanto [más] dure la contumacia de las Provincias convocadas al Congreso [...]".[22] Esta misión fracasó porque coincidió con el rescate de los barcos detenidos en Corrientes por la flotilla paraguaya al mando precisamente de Zavala y la captura de los pasos sobre el Paraná realizada por Fulgencio Yegros, ambos destinatarios de las cartas. El mensajero enviado por Arias fue apresado por Yegros y los papeles fueron remitidos al gobernador interino Pedro Gracia. Arias, que había llegado hasta la villa del Pilar, debió volver rápidamente a Corrientes donde es testigo de la llegada de los barcos enviados por Velasco para rescatar los buques retenidos por la Junta. Días después parte para Buenos Aires para informar personalmente sobre su misión.[23]
2. Misión de Juan Francisco Agüero. El doctor Agüero era un abogado paraguayo que ejercía funciones en Asunción y Buenos Aires. Fue nombrado el 27 de septiembre, días después de decidirse la operación militar a cargo de Belgrano, como punta de lanza de la misma. Sus instrucciones decían: "Que les recomiende [a los paraguayos] las ventajas de nuestra unión [con Buenos Aires], y los males a que el Paraguay quedará expuesto si continúa dividido, pues aislado y sin comercio, sufrirá una ruina sin otro término que caer en la dominación de los portugueses que se aprovecharan de su indefección". A.G.N.A., A.G.B.A., XXXVIII.[24] Grandes fueron las esperanzas de Belgrano en el viaje de Agüero hacia Asunción. Llevaba cartas suyas para el coronel Gracia y para el teniente coronel Cerda en las que persuadía, ofrecía premios y amenazas: "Si con tinta y papel hemos de vencer me parece que la victoria podemos contarla segura" comunicó a la Junta.[25] Agüero fue detenido a su llegada a Asunción, posiblemente denunciado por los mismos destinatarios de las cartas.
3. En un oficio fechado el 2 de octubre de 1810, Belgrano solicitó a Elías Galván, de Corrientes, que enviara emisarios al Paraguay.[26]
4. El 18 de diciembre, Cálcena y Echeverría, intendente del ejército de Belgrano, escribió a Tomás Mármol manifestando que venía a redimir a la provincia del Paraguay donde él y su esposa tenían amigos y parientes (era tío de Manuel Atanasio Cabañas, el segundo jefe de Velasco). Le comunicaba que en pocos días pasarían a "castigar a quienes negaron y se apartaron de nuestra amada patria". Mármol no respondió y envió rápidamente esa nota a Velasco.[27]

- Espionaje

En octubre de 1810, Belgrano envió desde Curuzú Cuatiá a su edecán, el paraguayo José Espínola y Peña, hacia Misiones. Este cruzó el Paraná y llegó disfrazado hasta un pueblo misionero donde su suegro era administrador, para recabar información militar y política.
- Eliminar la autoridad de Velasco sobre las Misiones

El coronel Tomás de Rocamora, que estaba legalmente subordinado a Velasco, gobernador militar y político de las Misiones, se adhirió rápida y "espontáneamente" a la Junta el 18 de junio y comenzó a aplicar las resoluciones que se enviaron desde Buenos Aires. Finalmente, y ante sus insistentes pedidos, el 16 de septiembre, la Junta ordenó su total separación de la provincia del Paraguay. Este paso se completó el 22 de septiembre con la ampliación de la orden dada a Belgrano el día 4, la que fue extendida a Santa Fe, Corrientes y Paraguay. Ese mismo día Belgrano recibió, en forma separada y confidencial, las Instrucciones que debía observar en la expedición militar al Paraguay.

### Medidas de la provincia del Paraguay

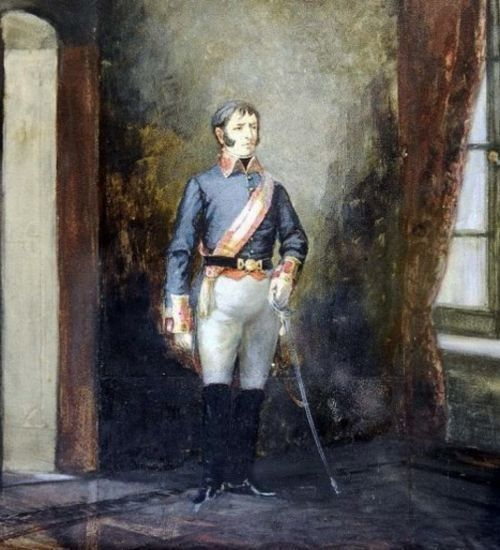
Bernardo de Velasco, cuadro pintado por Guillermo Da Re en 1890

El envío de la expedición militar al Alto Perú, el fusilamiento de Liniers en Córdoba [26 de agosto de 1810] y las medidas que tomó la junta de Buenos Aires provocaron alarma en la provincia, pues era de esperar el envío de una fuerza militar hacia el Paraguay. Bajo ese supuesto, y cumpliendo lo ordenado por el congreso del 24 de julio, el gobernador Velasco tomó una serie de medidas defensivas:
- Control interior

El bando del 27 de julio advirtió que se considerarían "reos de estado" a los perturbadores de la tranquilidad pública. En el mes de septiembre hubo denuncias sobre "perturbaciones" en la Villa Real y a los curas franciscanos y dominicos se les prohibió salir de sus claustros. En octubre fueron enviados al lejano fuerte Borbón cinco conspiradores que pensaban asesinar al gobernador y acólitos en el mes de enero de 1811 a instancia de instrucciones desde Buenos Aires.
- Desarmar las Misiones al sur del Paraná

El 26 de julio de 1810 Velasco le comunicó a su subordinado Rocamora que se debía suspender todo reconocimiento a la junta de Buenos Aires. Días después le ordenó el envío de la artillería que estaba en su poder. Con una fuerza de 100 hombres, Velasco cruzó el río Paraná, entonces un río interior de las Misiones, y el 3 de septiembre, desde San José (a 36 km al suroeste de Candelaria), intimó al teniente Juan Domingo Pareti, ubicado en Concepción de la Sierra, para que entregue pertrechos, pólvora y municiones de propiedad del Rey. Cabañas efectuó la requisa y se retiró a la margen derecha del Paraná, dando muestras de que Velasco no intentaba realizar acciones ofensivas.
- Liberación de barcos retenidos y control del Paraná

El bloqueo en Corrientes provocó gran indignación en Asunción. Se la consideró una agresión sin ningún tipo de causa ni pretexto y se pidió al gobierno el uso de la fuerza para liberar el tránsito de los buques. El 30 de septiembre llegó a Corrientes una flotilla de 4 barcos mercantes armados con cañones y otros menores al mando del coronel José Antonio Zavala y Delgadillo. La expedición había zarpado de Asunción el 21 de septiembre con la intención de liberar a ocho naves paraguayas apresadas por el teniente de gobernador de Corrientes, Elías Galván. La flotilla incluía 210 hombres entre tripulantes y soldados más 12 piezas de artillería de diverso calibre. Al día siguiente se intimó al gobernador de Corrientes: 

"La capital de la Asunción del Paraguay ha observado desde tiempo inmemorial la mejor correspondencia con la ciudad de San Juan de Vera, de Corrientes [...] De súbito se halla insultada alevosamente con la detención de los buques y propiedades del giro de su comercio, no permitiendo que los pasajeros de aquella naturaleza y forasteros, regresen a su patria y vecindad". Zavala a Galván en (Chaves, 1959, p. 51-54)

 El gobernador Elías Galván, salvando su responsabilidad ante la junta de Buenos Aires, permitió el paso de los buques "en prueba de adhesión a los hermanos paraguayos". 
Por otro lado, a fines de septiembre, una expedición terrestre al mando del capitán Fulgencio Yegros y el alcalde del primer voto de Pilar Blas José Rojas (Roxas) ocupó la guardia de Curupaity en poder de los correntinos, y el mismo día en que la flotilla llegó a Corrientes, capturó Paso del Rey, a 28 km de la ciudad, sobre la margen derecha del Paraná. Esta última medida respondía a la necesidad de controlar, por medio de patrullas ligeras, toda la margen derecha del río Paraná hasta Campichuelo.
- Movilización de las milicias

Inmediatamente después del congreso del 24 de julio de 1810 se constituyó una Junta de Guerra a cargo del coronel Pedro Gracia. Se movilizó a las milicias urbanas, se cerró el puerto de Asunción, se equiparon y pertrecharon algunos barcos para cuidar el río Paraguay. El llamamiento de estas milicias recién se produjo cuando Belgrano cruzó el río Paraná en diciembre de 1810: 

"Noticioso de ese movimiento, expedí órdenes a la campaña para la reunión de los escuadrones urbanos que he formado y como si un rayo hubiese herido los corazones de estos incomparables provincianos, me hallé a los dos días de haberse circulado los avisos con más de 6000 hombres". Parte de Bernardo de Velasco al gobernador de Montevideo, Gaspar de Vigodet, Cuartel General de Yaguarón, 28 de enero de 1811, en (Senado de la Nación, 1966, p. 49)

Los testigos de la época no se pusieron de acuerdo sobre el número de milicianos paraguayos movilizados. En sus cartas a la junta porteña Belgrano sostuvo que eran 5000 a 9000, pero después en sus Memorias elevó la cifra a 12 000. El Teniente Letrado y Asesor interino en la provincia del Paraguay, doctor Pedro Alcántara de Somellera, afirmó que eran 7062 hombres. Finalmente, el capellán porteño José Arboleya y Johann Rudolph Rengger, Alfred Demersay, Marcelin Longchamp y César Famin apoyaron al ya citado parte del gobernador Velasco.

## Designación de Belgrano
Luego del ultimátum enviado el 19 de agosto y en línea con la opinión de Espínola, quien moriría el 8 de septiembre de 1810, la junta de Buenos Aires resolvió enviar una expedición militar al Paraguay. 
A tal efecto, el 22 de septiembre, ordenó a Manuel Belgrano que con las fuerzas que se le habían asignado y el cuerpo de Caballería de la Patria, se dirigiese a los territorios de Corrientes, Misiones, Santa Fe, la Banda Oriental y el Paraguay, para ponerlos en "obediencia y tranquilidad". Podía engrosar su expedición con las milicias provinciales y demás reclutas que considerara conveniente levantar. Belgrano fue nombrado "verdadero" representante de la Junta con las facultades pertinentes, con la única condición de que debía dar cuenta de "toda resolución de importancia que expidiere"  para ser aprobada por el gobierno.
Ese mismo día entregó al nuevo representante un documento titulado Instrucciones a Don Manuel Belgrano para su Observancia en la Expedición al Paraguay:

Habiendo llegado la noticia de la Junta que el Gobernador del Paraguay marcha con fuerzas contra los pueblos de Misiones, que reconocen a esta capital, lo atacará dispersando toda la gente reunida bajo sus órdenes, pasando al Paraguay y poniendo la provincia en completo arreglo, removiendo al Cabildo y funcionarios públicos, y colocando hombres de entera confianza en los empleos [...] Interpelará a nombre del Rey a el Gobernador, a el Cabildo,  y al Obispo [...] y si hubieran resistencia de armas, morirán el Obispo, el Gobernador y su sobrino [sic] con los principales causantes de la resistencia [Los prisioneros y/o desertores debían ser enviados a Buenos Aires para ser alistados en el ejército]. Instrucciones Junta de Buenos Aires, 22 de septiembre de 1810, en (Instituto Belgraniano Central, 1982, p. 258-259, tomo III, vol. 1)

Otro objetivo de la Junta de Buenos Aires era obtener recursos del Paraguay y, sobre todo, reclutar hombres con el doble propósito de desarmar esa provincia y aumentar su propio poder bélico utilizando sus recursos demográficos (se esperaba movilizar más de diez mil reclutas paraguayos) y económicos para enfrentar a sus enemigos dentro y fuera del virreinato.
Años después, en sus Memorias escritas en 1814, Belgrano explicó los cinco motivos personales y políticos que lo habían decidido a admitir aquella misión: 

La Junta puso las miras en mí, para mandarme con la expedición auxiliadora como representante y general en jefe de ella: admití porque no se creyese que 
- repugnaba los riesgos, que solo quería disfrutar de la capital, y también
- porque entreveía una semilla de desunión entre los Vocales mismos, que yo no podía atajar, y
- deseaba hallarme en un servicio activo, sin embargo de que mis conocimientos militares eran muy cortos pues
- también me había persuadido que el partido de la revolución [en el Paraguay], seria grande, [...]
- de que los Americanos al solo oír "libertad", aspirarían a conseguirla.

Memorias autobiográficas de Belgrano (1814) en (Paz, 1855, p. 333)

## Formación del ejército expedicionario

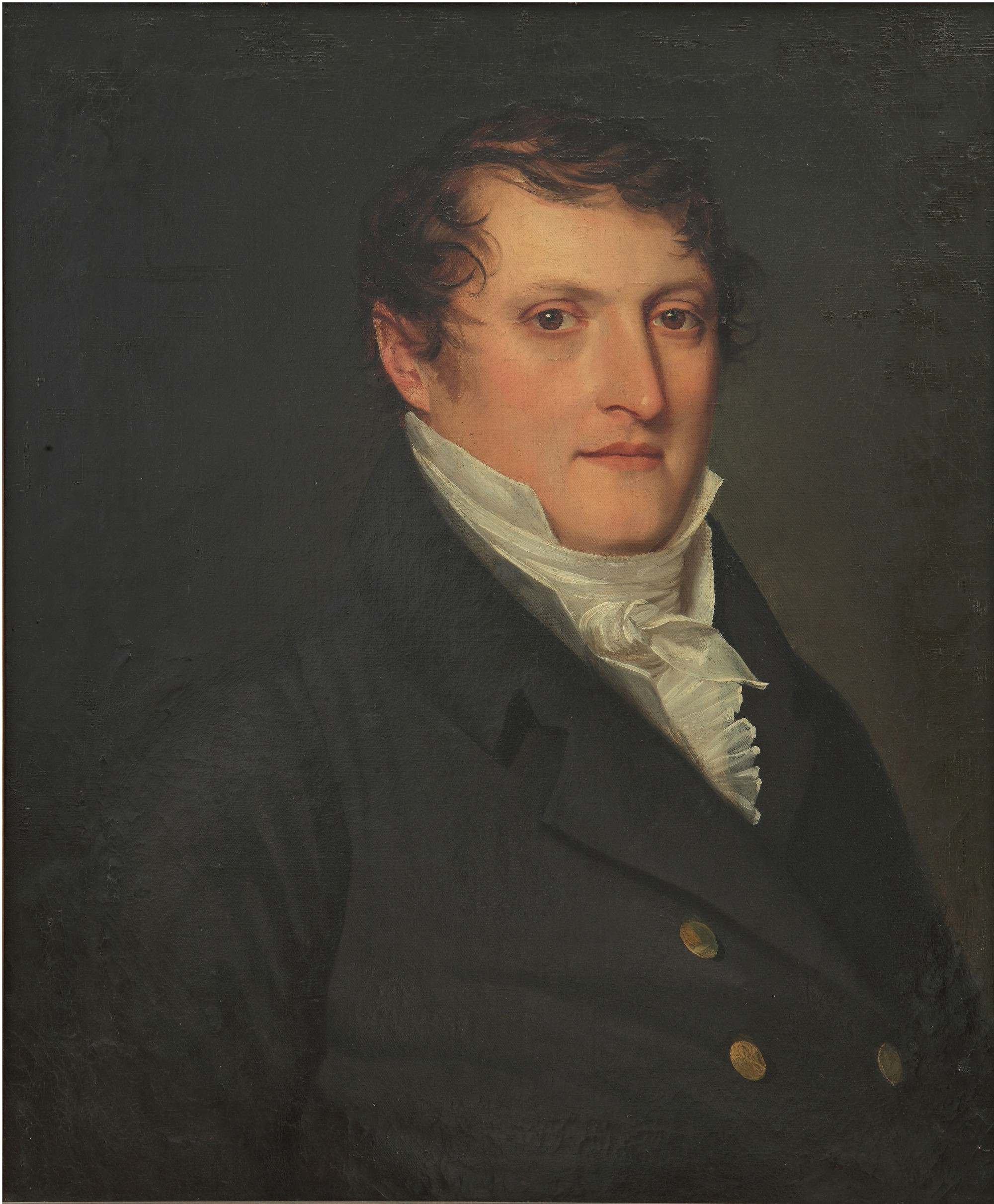
Manuel Belgrano, comandante de la Expedición militar al Paraguay.

### En Corrientes
El 22 de septiembre de 1810 la Junta puso a Corrientes bajo la autoridad de Belgrano. El 8 de octubre, este ordenó al nuevo teniente de gobernador, Elías Galván, que situara 300 hombres sobre el paso del río Santa Lucía, en el pueblo de San Roque, a la espera del ejército expedicionario. Corrientes contaba con 6 compañías, de 100 hombres cada una, del Regimiento de Voluntarios de Caballería de Corrientes. Galván ofreció además a Belgrano 50 indígenas de Santa Lucía y otros 50 de Santa Ana de los Guácaras, junto con 80 pardos para servir en la artillería. Entre otras medidas, creó dos compañías de infantería de mozos decentes y el acaudalado comerciante Ángel Fernández Blanco organizó dos compañías de cívicos de infantería.

### En San Nicolás de los Arroyos
El 7 de agosto de 1810, el gobierno ordenó la provisión de caballos para el traslado de un regimiento de Blandengues a San Nicolás de los Arroyos. Siguiendo las Instrucciones, el 28 de septiembre de 1810, aun convaleciente de su enfermedad, Belgrano llegó a San Nicolás donde lo estaban esperando: 
1. Una fuerza de 200 veteranos (profesionales) de infantería que había partido de Buenos Aires días antes al mando de Juan Ramón Balcarce.[n 2]
2. Parte del recientemente creado Regimiento de Caballería de la Patria, basado en los Blandengues de la Frontera de Buenos Aires, al mando del coronel Antonio de Olavarría, que no se incorporó a la expedición, y del sargento mayor José Ildefonso Machain. Esta unidad tenía 430 hombres, de los cuales 60 eran soldados veteranos y el resto milicianos de los partidos de la zona (piquetes de San Nicolás de los Arroyos, Rosario y Coronda).[38] El 17% de los mismos estaban presos. Contaba con 6 cañones de a 2 y un stock de 189 armas.

Pasada la revista de esta unidad, Belgrano informó:

"Los soldados todos son bisoños y los más huyen la cara para hacer fuego (...) Las carabinas [...] son malísimas [...] se [arreglaron] muy mal pues [...] a los tres o cuatro tiros quedan inútiles". Belgrano a la junta de Buenos Aires en (Instituto Belgraniano Central, 1982, p. 262)

 De los 6 cañones se enviaron 4 a Buenos Aires por inservibles.
El 29 de septiembre, Belgrano y sus 630 hombres partieron rumbo a Santa Fe.

### En Santa Fe
Belgrano llegó a Santa Fe el 2 de octubre de 1810. Sus Instrucciones decían que allí debía incorporar 200 hombres. Sin embargo, la única Compañía de Blandengues existente era la del capitán Francisco Aldao, con 100 hombres, de los cuales 40 eran veteranos y el resto reclutas. De estos, 60 soldados procedían del Fuerte de Sunchales, de donde hizo retirar los 2 cañones de a 4. El fuerte quedó con solo 18 hombres y más tarde fue arrasado por los indígenas. Se produjo así un gran debilitamiento del sistema defensivo santafesino frente a los indígenas mocovíes, abipones y tobas, que estos aprovecharon para aumentar su belicosidad. La movilización de hombres que hizo Buenos Aires, sin tener en cuenta esa imperiosa necesidad de Santa Fe, se convertirá hasta 1815 en el argumento central de la oposición que harán las autoridades santafesinas contra Buenos Aires.

"No van en mi ejército los doscientos Blandengues de esta ciudad porque no existen aún, pues se está levantando la 2.ª Compañía, he mandado únicamente que vaya la Compañía del Capitán Aldao, agregada al Regimiento de Caballería de la Patria". Belgrano a la Junta, Santa Fe, 3 de octubre de 1810 (Instituto Belgraniano Central, 1982, p. 270)

 El teniente coronel Machain fue nombrado mayor general de ejército, como segundo de su mando.
Belgrano se quejó a la Junta por la falta de caballos "pertenecientes al Rey" pese a los recursos que se habían dispuesto. Pidió una investigación y el escarmiento de los "dilapidadores del Erario". Para compensar tuvo que intimar a los vecinos a hacer donaciones y "si no se hallase con tan buena voluntad se les satisfará el costo que se le causare en su conducción y el tiempo y distancia que se emplearan conforme al orden de las postas" Se recibieron donaciones y ofrecimientos. Por su contribución a la expedición, Belgrano otorgó a la ciudad el título de “Muy Noble”.

### En La Bajada del Paraná
El ejército comenzó a cruzar el río Paraná el 8 de octubre, llegando Belgrano a La Bajada (actual ciudad de Paraná) el día 9, en donde fue recibido con "respeto y obediencia". En La Bajada se instaló un campamento para instruir a las tropas, se recibieron víveres y el donativo de 750 caballos hecho por el pueblo.
El 20 de octubre llegó a La Bajada la artillería que había salido de Buenos Aires el 27 de septiembre. Era un piquete del Batallón Real de Artillería Volante, compuesto por el capitán José Ramón de Elorga, 2 sargentos y 20 soldados, con dos cañones de a 2 y dos cañones de a 4, y con una dotación total de 120 tiros. 
Belgrano comunicó a la Junta el estado de su ejército. Hasta ese momento contaba con aproximadamente 730 hombres, que organizó en tres divisiones, distribuyéndose los seis cañones entre ellas.
Varios paraguayos acompañaron a Belgrano: los dos hijos del ya fallecido Espínola y Peña, José y Ramón, edecanes de Belgrano, el mayor general de la expedición, José Ildefonso Machain y el capitán de artillería Bonifacio Ramos. A este grupo se unió José Alberto de Cálcena y Echeverría como intendente del ejército dada su experiencia en la provisión de víveres y vestuario, sus contactos y parientes en el Paraguay, donde había vivido largos años, y su conocimiento de las Misiones.
El 21 de octubre Belgrano entregó el itinerario y dictó sus instrucciones a cada jefe de división. En ellas establecía una disciplina muy severa, que aplicaba la pena de muerte incluso por hurtos menores. Esta disciplina basada en la represión suponía la poca identificación de muchos soldados con los motivos por los cuales habían sido convocados. Los soldados, que mayoritariamente eran reclutados a la fuerza, desertaban al inicio de las marchas antes de alejarse de sus familias o lugares conocidos, aprovechando la menor vigilancia de los guardias y oficiales que custodiaban las columnas en movimiento. Pese a esas medidas disciplinarias, se tuvo que fusilar a dos desertores en Curuzú Cuatiá, como ejemplo, lo que no impidió nuevas deserciones en el mismo regimiento. Belgrano lo atribuyó a la "falta de sentimientos" de los soldados que, como hombres de campo, eran criados "poco menos que como animales".
La Junta, al estimar que la campaña del Paraguay sería más seria de lo calculado, envió el 16 de octubre un refuerzo de 200 hombres del Regimiento de Patricios (regimientos N.º 1 y 2) al mando del capitán Gregorio Perdriel. Con estas fuerzas hubo problemas de subordinación ya que, según Belgrano, estaban mal acostumbradas por Cornelio Saavedra "que no sabía lo que era milicias" a hacer lo que "era su gusto". El 25 de octubre la Junta entregó a Belgrano el despacho de coronel de ejército.

## Estado de las milicias en la provincia del Paraguay
Durante el gobierno de Joaquín de Alós y Brú (1787-1796), la provincia del Paraguay contaba con cinco regimientos de milicianos. La distribución era geográfica y lo integraban los pobladores que vivían en cada una de las correspondientes jurisdicciones, las que estaban a su vez divididas en "Compañías". Esta división, que incidirá posteriormente en la organización espacial de la población paraguaya, también tenía como objetivo el control interno de la población, en consonancia con el diseño militarista que la monarquía borbónica intentó aplicar al universo civil.
La resolución del virrey Juan José de Vértiz de reducir estos regimientos a tres no pudo ser ejecutada en la época de Alós y Brú, pero en 1798 se produjo la fusión de los regimientos de Tapuá y de la Cordillera. El Real Reglamento de Milicias, del 14 de enero de 1801, estableció dos regimientos de 1200 hombres cada uno y un batallón de artillería que más tarde se aumentaría a dos. La distribución también fue geográfica, separados por un paralelo que pasaba por Asunción. Estas modificaciones recién comenzaron a aplicarse a partir del año 1803 y estuvieron a cargo del gobernador Lázaro de Ribera y del subinspector general de armas de la provincia, el coronel José Espínola y Peña.
Sin embargo, los regimientos de caballería, que debían contar con 1200 hombres cada uno, "apenas alcanzaban a [un total de] 450, esparcidos en la vasta zona que les correspondía cubrir".
Las guardias o fortines (llamados "presidios" en la nomenclatura administrativa), salvo los de Borbón, San Carlos y Arecutacuá (actual Emboscada) eran una simple estacada que rodeaba un rancho para vivienda y un cañoncito para avisar a milicianos y vecinos la aproximación de los indígenas. Servían además de postas para el aprovisionamiento de los "beneficiarios" o productores de la yerba mate. Los soldados no tenían uniformes reglamentarios y los que los tenían no estaban normalizados. De hecho, en las batallas de Paraguarí y Tacuarí, los soldados paraguayos usaron hojas de árboles como insignia para identificarse. La gradual pacificación y extinción de los indígenas del Chaco suprimió las "entradas" a tierras enemigas y el servicio militar se transformó en la rutina de las guardias costeras sobre el río Paraguay. Esto produjo la falta de instrucción de una parte considerable de la población. En 1805, el coronel Félix de Azara informó lo siguiente:

"El ejercicio de las armas les es ignorado. Rarísimo campestre ha visto en su vida un arma de fuego en su mano, y muchísimos ignoran aún el por donde se empuña una espada". Félix de Azara, Informe sobre la formación de milicias urbanas en el Paraguay en (Azara, 1847, p. 160)

La falta de armamentos, equipos, municiones y pólvora fue crónica en la provincia. La carencia de plomo requirió muchas veces la compra de platos y bandejas de estaño para fabricar balas y se utilizó el papel de antiguas bulas eclesiásticas para fabricar cartuchos. Las puntas de las lanzas se fabricaron con hierros provenientes de rejas, adornos y otros objetos de hierro de iglesias y casas particulares o de maderas endurecidas a fuego.
Existieron diversos intentos para crear y mantener tropas profesionales o veteranas. El gobernador Agustín Fernando de Pinedo hizo un pedido al rey en 1775. Posteriormente Pedro Melo de Portugal intentó aplicar el monto de "sisas" y "arbitrios" para el mismo fin. En 1788 el cabildo de Asunción repitió el pedido. Fue el gobernador Alós y Brú, en 1791, el que propuso concretamente solventar a 400 soldados estancando la yerba mate. El gobernador Ribera volvió al tema en 1798 y comentó irónicamente:

"Ignoro si esto [el pedido de Alós y Brú] fue atendido porque [...] hay motivos que persuaden que el influjo de cuatro o seis comerciantes de Buenos Aires, demasiado interesados en el giro de la yerba, pudo tal vez detener el curso del expediente". (Acevedo, 1996, p. 184)

El gobernador Velasco propuso un plan para crear un pequeño cuerpo militar de 500 a 600 hombres, "socorridos y disciplinados", que dejara en libertad a los vecinos para que cultivaran los campos, no los tuvieran que abandonar ni prestar servicios gratuitos en las fronteras. Este cuerpo estaría capacitado realmente para la defensa de la provincia. Por Real Orden del 14 de febrero de 1806, se aprobó la formación de tropas para la defensa de Misiones; pero como esa orden no fue comunicada a Velasco, éste continuó proveyendo a la defensa de esa frontera a costa de enormes sacrificios. A esto se sumó, extrañamente, la desaparición del mencionado plan de Velasco, tanto de la secretaría del Virreinato en Buenos Aires como de su propio archivo.
Un hecho que traería importantes consecuencias fue la invasión inglesa al Río de la Plata. El 14 de julio de 1806 el virrey Sobremonte pidió auxilio de tropas a la provincia del Paraguay. Los regimientos paraguayos carecían de efectivo y equipo adecuado. La elección del coronel José Espínola y Peña como jefe de la expedición a enviar a Buenos Aires no pudo ser peor. Como los mejores hombres estaban exentos del servicio militar por estar matriculados en la Real Renta de Tabaco, Espínola realizó un enrolamiento forzoso sin miramiento alguno. Esto aumentó las deserciones y las quejas. El 4 de agosto partieron de Asunción 546 hombres en tres barcos que finalmente terminaron en Montevideo. Sobremonte realizó un segundo pedido de auxilio a la provincia. En medio de la conmoción pública que produjo la anterior leva forzosa, Velasco contestó al virrey que corría el riesgo de pasar "vergüenza de ser detenido o el desaire de salir de la provincia como un prófugo". De todas maneras Velasco envió otros 407 hombres y partió hacia Buenos Aires. Las fuerzas paraguayas fueron aniquiladas por los ingleses en una batalla regular a campo abierto que dirigió Sobremonte en el Buceo, el 20 de enero de 1807. Este auxilio militar provocó tal rechazo en la provincia que el mismo se reavivó instantáneamente cuando Espínola, como enviado de la junta de Buenos Aires, intentó reclutar nuevamente soldados en Pilar para enviarlos a Buenos Aires.
El 16 de marzo de 1810, Velasco informó al virrey Cisneros sobre el estado de los dos regimientos de la provincia:

Las costumbres de los habitantes y la desorganización que trae su origen desde el momento que se crearon, los hace enteramente inútiles; la fuerza es contingente y puramente negativa, que solo sirven para hacer responsables a los jefes de cualquier evento y que se crea a larga distancia [de] que hay tropas que no hacen gasto al erario; siendo en realidad imaginarios y que dejan tan expuestos los dominios del Rey como si no existieran [...] la distancias y dispersión [...] hace impracticable su disciplina y reunión [...] no hay cuarteles ni galpones en donde puedan situarse durante la instrucción [...] los capitanes y subalternos [...] no conocen a sus soldados ni estos a ellos. Velasco a Cisneros en (Moreno, 1976, p. 375/6)

A este informe agregó un detallado Inventario General de la artillería, montas, municiones, pertrechos y demás que se encontraban en los Reales Almacenes. Al 16 de marzo de 1810 figuraban 9 cañones de bronce, de los cuales solo 4 estaban en servicio, 3 en estado regular y 2 eran inútiles. De los 7 cañones de hierro de a 4 (81,1 mm), todos estaban en estado regular. De 413 fusiles, 88 estaban en estado regular y 105 eran inútiles. Habían 280 sables y espadas en servicio y 21 pistolas. Según Vittone, el total de armas para enfrentar a Belgrano, una vez sumados los recogidos en los pueblos y en las Misiones, con exageración, sumaban 500 fusiles. Micó sostiene que unos 430 soldados estaban equipados con armas de fuego. El 15 de mayo de 1810, Cisneros pidió a Velasco una copia de su plan con la intención de ponerla en ejecución. Diez días después fue destituido de su cargo como virrey. El informe de Velasco, más el inventario del armamento, obrantes en la secretaría virreinal, sumado a los datos que pudo aportar Espínola y Peña, permitió a la junta de Buenos Aires conocer con exactitud la capacidad militar de la provincia del Paraguay al momento de decidir la expedición al mando de Belgrano.

## Avance de Belgrano hacia Candelaria
En carta privada del 20 de octubre, dirigida a Mariano Moreno, Belgrano, no solamente le agradeció el envío de los 200 Patricios sino que lo tranquilizó diciéndole que dejara a su cuidado dejar libre de enemigos "el país de nuestra dependencia" forma como él entendía que debía ser la relación entre la Provincia del Paraguay y la junta de Buenos Aires. "Haré cuanto pueda" para que no quede "un fusil ni un hombre malo en la Provincia del Paraguay". En otra del 27 de octubre, también dirigida a Moreno, Belgrano manifestó su alegría de que finalmente el gobierno se hubiera decidido "del todo" por el Paraguay como objetivo prioritario. Belgrano se refería a la nota de la Junta del 9 de octubre en la que se le ordenaba: 

No debe empezar a obrar contra las dependencias de Montevideo mientras toda la provincia del Paraguay no se halle completamente reducida; ni fiarse su conformidad a otros medios que [...] a la fuerza que esta a las órdenes de V.E. Así quiere la Junta que V.E. convierta toda su atención en la provincia del Paraguay".(Chaves, 1959, p. 66)

 Esto implicaba que hasta ese momento existía cierta actitud ambigua motivada en parte, según Belgrano, por "la poca confianza [de la Junta] de un éxito [...] en mis operaciones". El refuerzo de dos regimientos al mando de Perdriel y su negativa a que se desviaran recursos hacia otros objetivos estuvo en línea con el pensamiento estratégico de la junta de Buenos Aires de, antes que nada, reducir completamente y poner en "dependencia" a la provincia del Paraguay. El mismo 9 de octubre, la junta de Buenos Aires puso en marcha otro de los objetivos de la expedición: solicitó a Belgrano que, "cuando entren a los pueblos de Misiones, envíe 50 guaraníes jóvenes menores de 16 años hacia Buenos Aires. Días después amplió el pedido a 400 hombres más para destinarlos a trabajos portuarios en Ensenada de Barragán. Belgrano encargó la primera tarea a Rocamora y de la segunda dijo que lo haría una vez que "llegue al Paraguay". A la incorporación forzada de hombres al ejército que avanzaba hacia el Paraguay se agregó así el traslado compulsivo de mano de obra y niños misioneros hacia el sur para "servir" los intereses de Buenos Aires. 

### Desde La Bajada a Curuzú-Cuatiá

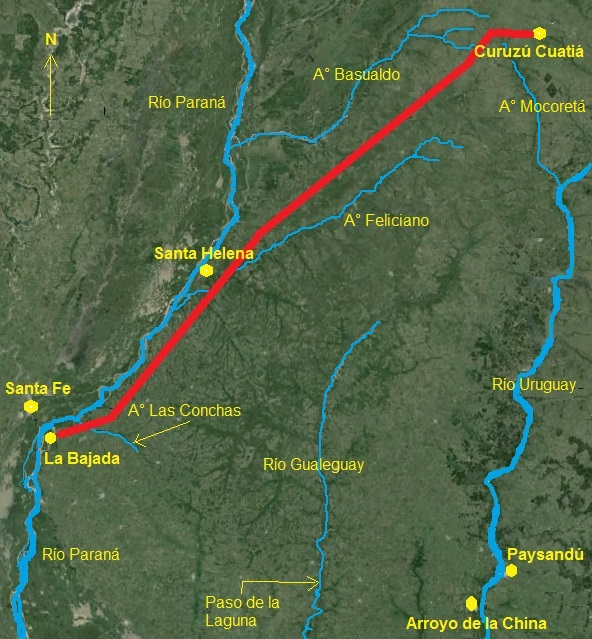
Marcha aproximación ejército junta de Buenos Aires desde La Bajada a Curuzú Cuatiá.

En La Bajada, Belgrano incorporó a su expedición 200 hombres formando un escuadrón de caballería con el nombre de Milicias Patrióticas del Paraná. Como no tenían armas sirvieron para cuidar las carretas y tirar la artillería, por lo que fueron distribuidas entre las otras fuerzas. Para facilitar la marcha, las divisiones salieron, a partir del 22 de octubre de 1810, con un intervalo de un día cada una. Belgrano se quedó a la espera de las fuerzas de Perdriel y Saraza, que venían desde Buenos Aires. Los dos regimientos de Patricios llegaron a La Bajada el 1 de noviembre con algunos hombres menos por las deserciones y el día 2 partieron con Belgrano siguiendo a las tres divisiones de las cuales, la más atrasada, estaba a unos 75 km de distancia. Esta fuerza conformó la cuarta división.
En la primera parte de la ruta, el recorrido fue casi paralelo al río Paraná, cruzando los arroyos de Las Conchas, Antonio Tomás y Feliciano. Al general Paz le llamó la atención el itinerario elegido por Belgrano en lugar de dirigirse hacia el río Gualeguay y cruzarlo por el paso de la Laguna y de allí girar hacia el noreste rumbo a Curuzú Cuatiá. Este camino era, logísticamente, más favorable por ser plano, con abundante pastura y recursos. A partir del cruce del arroyo Feliciano, al este de la actual Santa Elena, la marcha se dirigió por la línea divisoria de aguas en dirección noreste hasta las puntas del arroyo Basualdo y el río Mocoretá, hasta llegar a Curuzú Cuatiá. Esta línea de avance evitó cruzar cursos de agua, que por la época de lluvias estaban crecidos. Se facilitó así el transporte de la artillería y municiones —pese a que hubo algunas pérdidas— y la obtención de víveres sobre las costas del arroyo Feliciano y Estacas, donde existían extensas estancias pertenecientes a pobladores de la zona y/o propietarios santafesinos. La marcha se hizo en 12 jornadas seguidas, con velocidades que oscilaron entre un máximo de 44 km y un mínimo de 24 km por día, con un recorrido total de aproximadamente 450 km desde La Bajada hasta Curuzú Cuatiá.
Además de las dificultades con la topografía y el clima, Belgrano tuvo que superar otros inconvenientes relacionados:
- Con la falta de carretas pesadas tiradas por bueyes de las cuales dijo que "le daría fuego de buena gana" y con la escasa utilidad de las carretillas tiradas por caballos.
- Con la venalidad, robos o "vicios del antiguo sistema" de los proveedores a los cuales definió como "pícaros" y a quienes había que controlar.
- Con la calidad de los oficiales por su falta de "disposición, socaineros e inútiles, en una palabra". Salvo excepciones, dijo Belgrano, "todos los demás [oficiales] no valen un demonio".[58]

La marcha hacia Curuzú Cuatiá obedecía a dos objetivos estratégicos: por un lado

"por ser el mejor camino de carreta como para alucinar a los paraguayos, de modo que no supieran por qué punto intentaba pasar el Paraná".(Vittone, 1960, p. 17)

Por otro lado le permitía no alejarse demasiado de la zona de Arroyo de la China, desde donde podrían solicitar su ayuda por la presencia de fuerzas provenientes de Montevideo.

### Operaciones militares en Arroyo de la China
El 4 de octubre de 1810 fue aceptada la renuncia de Josef de Urquiza, padre de Justo José de Urquiza, como comandante del partido de Arroyo de la China. Urquiza no estaba de acuerdo en depender de la tenencia de gobierno de Santa Fe. Quince días después, Belgrano nombró en su lugar, como comandante militar, a José Miguel Díaz Vélez, a quien envió acompañado con un escuadrón de la Caballería de la Patria al mando del capitán Diego González Balcarce. Esto también produjo malestar, pero ahora con las autoridades de Santa Fe, que no fueron consultadas. Los objetivos dados a Díaz Vélez eran: 
1. Continuar con el corte de las comunicaciones y comercio entre el Paraguay y Montevideo.
2. Vigilar la opinión pública que no era afecta a la junta de Buenos Aires.
3. Formar un regimiento colocando un escuadrón en Arroyo de la China y otro en Gualeguaychú.
4. Observar a las tropas portuguesas.[59]

Casi en simultáneo, el capitán de navío Juan Ángel Michelena, por orden del gobernador de Montevideo Vigodet, avanzó sobre las costas occidentales del río Uruguay, apoyándose en grupos partidarios residentes en la zona. El capitán Agustín de La Rosa, concuñado de Liniers a quien este había puesto como comandante de las Misiones y que había renunciado presionado por Velasco, se pasó a Michelena con un soldado y las armas de su unidad. Belgrano propuso buscar sus propiedades para "secuestrarlas".
El 3 de noviembre, Belgrano recibió el pedido de auxilio de Díaz Vélez porque Michelena había ocupado Paysandú con 210 hombres y sospechaba que avanzaría contra Arroyo de la China, donde el pueblo y las milicias mostraban "su frialdad", o sea que esperaban sucesos favorables para mostrar su oposición a la junta de Buenos Aires. Belgrano respondió que no solo no podía auxiliarlo porque dispersaría sus fuerzas sino que Michelena podía desembarcar y atacar en cualquier parte a lo largo del río Uruguay. Insistió a Díaz Vélez que su objetivo era impedir o retardar que "las gentes" auxilien a Michelena y en última instancia amenazarlos con que él, "a su vuelta" [del Paraguay] , castigaría esa desobediencia. Otra noticia que proporcionó Díaz Vélez fue que 1200 soldados portugueses habían acampado sobre el río Ibirá-Puitá y esperaban a José Gervasio Artigas. Por otros medios Belgrano recibió la información de que solo eran unos 800 hombres y presumió que estaban a la espera, "para pescar" [en río revuelto].
El 6 de noviembre, a la madrugada, Michelena arribó a Arroyo de la China. Díaz Vélez esperó hasta el amanecer y viendo la superioridad numérica o quizás por falta de decisión para combatir, se retiró, primero al Paso de la Laguna, sobre el río Gualeguay y después a La Bajada. Belgrano en sus Memorias dijo que huyó "precipitadamente". Ante esta situación ordenó la vuelta de Balcarce. En su oficio a Buenos Aires del 10 de noviembre, pese a considerar que la acción sobre río Uruguay era para distraerlo, sugirió una acción conjunta con fuerzas marítimas que debía enviar Buenos Aires para tomar a Michelena entre dos fuegos aprovechando que su marcha desde Curuzú Cuatiá hacia el norte recién comenzaría en ocho días más. Otro pedido a la Junta fue que enviara 400 hombres a La Bajada con los cañones de a 2 que había dejado en Santa Fe. Dos días más tarde comunicó que pese a sus órdenes anteriores podían haber vecinos ayudando a Michelena sobre los que dice 

"Estoy convencido de que es necesario el rigor para entrarlos al camino de la obediencia" [y en otro oficio agrega] "Pero no me da pena alguna, pues iré a concluir los del Paraguay y luego limpiaré todo esto, que es muy necesario porque todo esta infestado, particularmente en los pueblos de la costa del Uruguay". Belgrano a la Junta en (Instituto Belgraniano Central, 1982, p. 322 y 331)

 El día 7 el Cabildo abierto de Gualeguaychú prestó obediencia a Montevideo y el 18 al Consejo de regencia.
El 20 de noviembre, el capitán Balcarce y su compañía, menos unos cuantos desertores que perdió en el camino, se unieron a Belgrano en el paso de Caaguazú, sobre el río Corrientes.
Belgrano nunca quedó conforme con esta fallida operación militar sobre el río Uruguay. Aclaró a la junta de Buenos Aires que si no hubiera sido por la información errónea "a causa del miedo" sobre la importancia de las fuerzas de Michelena no hubiera retirado a Balcarce de la zona. Años después, en 1814, en sus Memorias, Belgrano volvió sobre el tema. Responsabilizó a Díaz Vélez por haber huido sin escuchar los consejos de Balcarce. Mencionó que pidió varias autorizaciones a la Junta para atacar a Michelena las que le fueron negadas. Pensó que los oficiales enemigos, incluido el propio Michelena, se hubieran plegado a su favor "pues le unían lazos a Buenos Aires de que no podían desentenderse". Por otro lado, considerando que estas fuerzas quedarían peligrosamente en su retaguardia acotó: "Siempre nuestro gobierno, en materia de milicia, no ha dado una en el clavo". Esta crítica ex post que realizó Belgrano a la junta de Buenos Aires, lo hizo a pesar de que Michelena no se movió de Arroyo de la China ni afectó su avance hacia el Paraguay.

### Desde Curuzú Cuatiá hasta el río Paraná

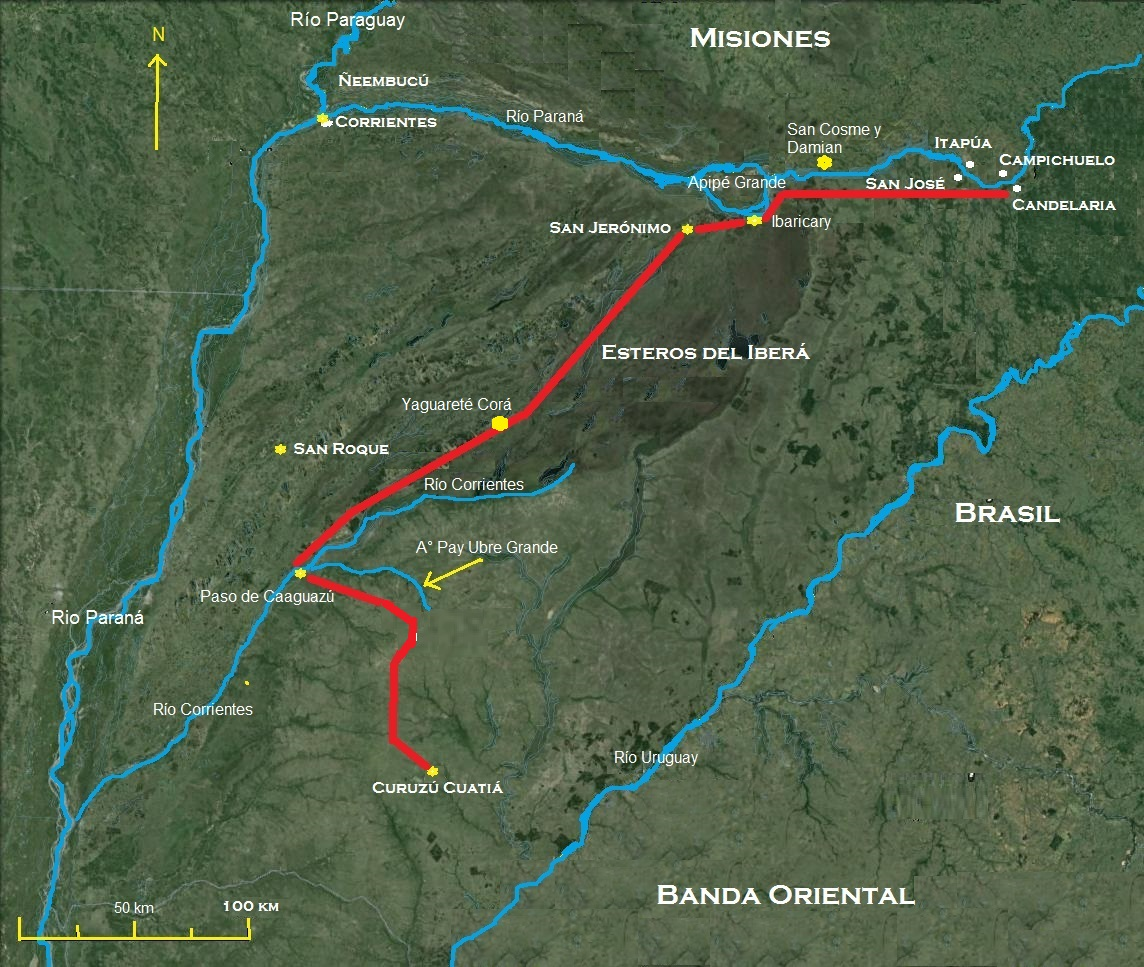
Marcha aproximación ejército junta de Buenos Aires desde Curuzú Cuatiá a Candelaria.

El 8 de noviembre Belgrano comunicó a la Junta su llegada al caserío de Curuzú Cuatiá con la 3.ª división, llegando dos días después la 4.ª división. Allí hizo fusilar a los dos desertores recapturados del Regimiento de Caballería de la Patria. El día 10 escribió a la Junta solicitando que enviara a La Bajada 400 soldados poniéndolos a la orden de Juan Ramon Balcarce que había quedado en el lugar. El objetivo era asegurar las comunicaciones de su ejército con Buenos Aires. Recién el 14 de noviembre, cuando llegaron las municiones desde Santa Fe, el ejército comenzó a moverse desde el campamento de Curuzú Cuatiá por la región del arroyo Pay Ubre, meseta de Mercedes. Lo hizo separado en tres divisiones comandadas por Machain, Perdriel y el propio Belgrano, quien dejaba el mando de la 3.ª división a Saturnino Saraza cuando se adelantaba a inspeccionar las otras dos. El cruce del río Corrientes, por el conocido paso de Caaguazú, insumió tres días. El 20 de noviembre pasó la 1.ª división. Se utilizaron dos canoas y pelotas de cuero, aunque la mayoría de los soldados cruzó a nado, ahogándose dos de ellos. Desde este punto la dirección de la marcha del ejército se hizo casi en linea recta, con rumbo de 40° hacia el noreste alejándolo progresivamente de Corrientes. Desde esta ciudad el teniente de gobernador Elías Galván envió 800 cabezas de ganado y prometió caballos que no se recibieron. El día 25 pasaron por el pueblo de Yaguareté Corá (hoy llamado Concepción).

### Avance por la ribera del Paraná

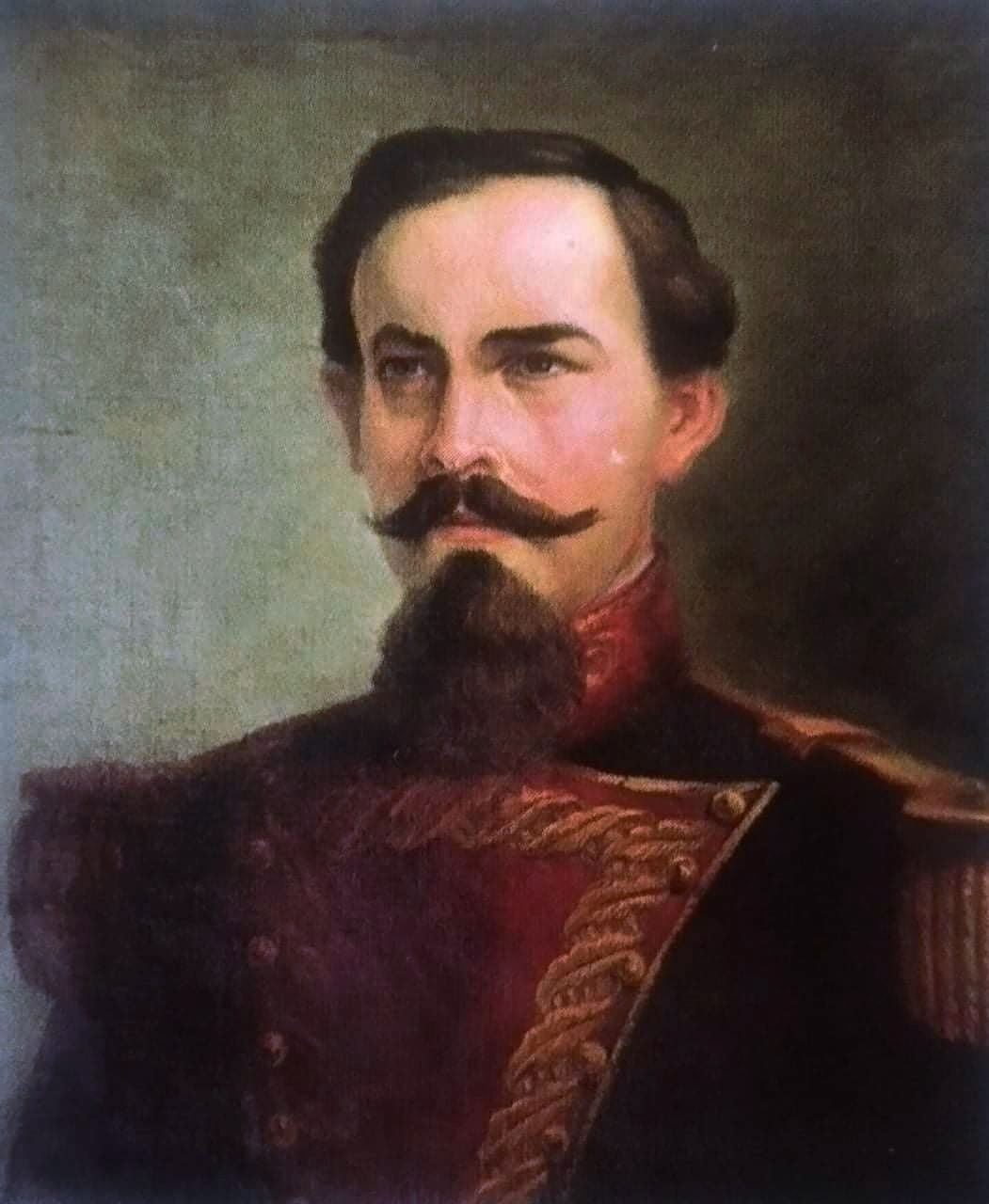
Fulgencio Yegros. Òleo pintado en 1910 por Pablo Alborno

Venciendo las dificultades del terreno, la falta de caballos y especialmente las continuas lluvias, el 1 de diciembre de 1810 el ejército llegó al río Paraná, frente a la isla Apipé Grande.
La idea de cruzar el río por el paso de Ibaricary (o Ibirricury, actual Ituzaingó) hacia la isla Apipé para dirigirse hacia el pueblo misionero de San Cosme y Damián fue abandonada por falta de embarcaciones, ya que se encontró solo una canoa. Recibió entonces la suma de 16000 pesos para pagar los sueldos del ejército "asegurando que ello contribuirá a mantenerlo en rigurosa disciplina".
Belgrano se dirigió al paso de Caraguatá para apoderarse de un barco que un gallego estaba construyendo y que se había salvado de la destrucción de todas las embarcaciones ordenada por Velasco. Desde allí, el 6 de diciembre, Machain se dirigió al pueblo misionero de Santa María de la Candelaria para observar la anchura del río en ese lugar, retornando poco después.
Machain partió nuevamente hacia Candelaria por el Paraná con un bote artillado con un cañón y canoas que encontró en la zona. Por su parte, Belgrano avanzó por tierra y  el 15 de diciembre llegó a Candelaria dejando sus dos divisiones sobre la margen izquierda del río Igarupá [Garupá], a 9 km de distancia, a la espera de que bajaran las aguas. El día siguiente, la segunda y tercera división cruzaron ese río y llegaron a Candelaria. A las 21:30 horas arribó la vanguardia de Machain que venía por el Paraná. Por lo tanto, el día 17, las tres divisiones estaban reunidas y listas para cruzar el río. Ese día se envió un oficio al comandante paraguayo Thompson diciendo que no había cumplido su promesa de respetar el armisticio dado que "europeos"(sic) de su jurisdicción habían ingresado en la estancia "Santa María" de Bartolomé Coronil [Coronel] para robar. Thompson rechazó esa acusación. Belgrano avisó que pronto iba a cruzar el río y, cumpliendo con las instrucciones de la Junta del 29 de noviembre, amenazó con fusilar a todo aquel que "hiciera fuego a las tropas de su majestad el rey don Fernando VII" bajo su mando.

### Oficios de Belgrano
Belgrano intentó hasta el último momento evitar el uso de la fuerza para someter a la provincia del Paraguay.
Desde Ibaricary Belgrano dirigió oficios al gobierno, al cabildo y obispo de Asunción. El capitán de dragones Ignacio Warnes, secretario de Belgrano, llevó esas notas por el Paso del Rey. Pese a la relación de amistad que existía entre Velasco y los familiares de Warnes, este fue apresado por el capitán paraguayo Fulgencio Yegros y enviado engrillado a Asunción vía Ñeembucú, por haber traído además "papeles para particulares".
En sus oficios, Belgrano argumentó que la conducta de Velasco era, "ajena a un verdadero español" (sic), que estaba mal asesorado y le pidió que se retracte y "tranquilizando la provincia la ponga a mi disposición". Advirtió que separarse de la "obediencia" a Buenos Aires, daría lugar a una "guerra civil" que la definió como "la efusión de sangre entre hermanos, hijos de un mismo suelo y vasallos de un mismo rey". Belgrano insistió varias veces en la necesidad de evitar "los desastres de la guerra civil" según consta en los oficios dirigidos al Cabildo, al obispo de Asunción, a Thompson y también en las proclamas que dirigió a su tropa y a los paraguayos.
Por otra parte, los argumentos de Belgrano de que la "gran capital" [término que repitió tres veces para referirse a Buenos Aires] no tenía otro interés que mantener la "unión de esa provincia a ella" para conservar la integridad de "estos dominios del rey" y de que ella no necesitaba del Paraguay mientras que "esta no puede pasarse sin las relaciones con Buenos aires" solo demostraron la carencia, por parte de la junta de Buenos Aires, de una tradición doctrinaria para apoyar su pretensión de subordinar al Paraguay.
Luego de explicitar que tenía superioridad en tropas, fuerzas y entusiasmo [moral] propuso una entrevista para facilitar el entendimiento y evitar el uso de la fuerza. Velasco no respondió este oficio que más tarde calificó como lleno de "ideas seductivas e invenciones ridículas".
Belgrano también envió un oficio al comandante Pablo Thompson, del destacamento paraguayo situado en Itapúa, diciendo que no realizaría ningún acto hostil hasta tanto no llegase la respuesta de Velasco:

Traigo la paz, la unión, la amistad en mis manos para los que me reciban, como deben; del mismo modo traigo la guerra y la desolación para los que no aceptaren aquellos bienes. (Instituto Belgraniano Central, 1982, p. 346, tomo III, vol. 1)

Thompson hizo regresar al emisario y envió el oficio a Asunción. El 12 de diciembre aceptó el armisticio hasta saber la decisión de Velasco.
Días después Belgrano emitió una proclama a los pueblos de Misiones.

La Exma. Junta Gubernativa á nombre de S. M. el Sr. D. Fernando VIl me manda a restituiros a vuestros derechos de libertad, propiedad y seguridad de que habéis estado privados por tantas generaciones, sirviendo como esclavos á los que han tratado únicamente de enriquecerse á costa dé vuestros sudores, y aun de vuestra propia sangre. (Mitre, 1859, p. 269-270)

 El 11 de diciembre, la Junta de Buenos Aires comunicó a Belgrano que se habían disipado los temores de que Montevideo ataque a la expedición por la retaguardia por lo que le ordenó que continuara la marcha. Al mismo tiempo puso en su conocimiento "sobre la derrota de los revolucionarios(sic) del Perú, en Suipacha [por error Cotagaita], por el ejército patriota" para que lo transmita a sus soldados, hecho que Belgrano ya conocía desde el día 4 de diciembre.

## Avance de Rocamora hacia Candelaria
El 25 de septiembre, la Junta ordenó a Tomás de Rocamora, gobernador interino de Misiones con sede en Yapeyú, que se pusiera bajo el mando de Belgrano. Seis días después, Belgrano envió un oficio al coronel Rocamora para que se uniera a sus fuerzas, conformando así la quinta división o División de Misiones, con 400 milicianos guaraníes y dos cañones de a 2 y dos de a 4. Lo acompañaban 10 soldados del Regimiento de Dragones de Buenos Aires.
El 4 de noviembre, Rocamora avisó a Belgrano sobre la posibilidad de que los paraguayos y portugueses actuaran en forma conjunta contra sus fuerzas y pidió instrucciones al efecto.
El 12 de noviembre, Belgrano designó a Rocamora como cuartel maestre general del ejército expedicionario y le indicó la ruta que debía seguir desde Yapeyú por el interior de Corrientes.
Según Mitre, tanto en el trazado de su itinerario como en el de Rocamora, el objetivo de Belgrano era que los paraguayos no supieran “el punto preciso del Paraná por donde pensaba efectuar su invasión”. Sin embargo, la posibilidad de sorprender al enemigo con esta maniobra táctica era remota dado que existían solo dos puntos razonables para cruzar el Paraná, una frente a Corrientes donde se ingresaba a Ñeembucú, una zona difícil llena de esteros. La otra estaba frente a Itapúa-Campichuelo, que era la más utilizada por el comercio. Debe agregarse la inexistencia de embarcaciones para hacer el cruce en forma sorpresiva y la presencia de patrullas paraguayas que recorrían las costas.
El 20 de noviembre, Rocamora manifestó a la Junta su desacuerdo con el itinerario que le había dado Belgrano porque desprotegía la frontera oriental de las Misiones donde operaban los portugueses. Además puso en duda la eficacia del plan de invasión de Belgrano, que se apoyaba en la supuesta existencia de un "partido" favorable en el Paraguay. Afirmó que ese partido era "dudoso y el peligro que he indicado a V.E. es evidente". El 17 de noviembre, Lord Stradford puso en conocimiento de Moreno la alarma que había producido en la corte portuguesa el fusilamiento de Liniers y el movimiento de tropas en la frontera de Corrientes y Misiones "que se preparaban para invadir el Paraguay".
De todas manera Rocamora partió de Yapeyú con todas sus fuerzas el 28 de noviembre y cruzó el río Paraná frente a Itapúa el 6 de enero de 1811. Belgrano, a esa fecha, ya había avanzado unos 150 km al noroeste de Itapúa, aproximándose al río Tebicuarý.
Según la declaración del capitán Cayetano Martínez en el juicio seguido a Belgrano, el itinerario de Rocamora desde Yapeyú hasta Candelaria extendió su marcha de 300 a casi 600 km, siendo una de las causas por las que no pudo alcanzar a la fuerza principal. Ese desplazamiento fue más lento porque los caballos que recibía provenían de los que Belgrano iba dejando por estar agotados a lo que se sumó la prohibición de que Rocamora comprara caballos en buen estado. Era normal en unidades con altos porcentajes de deserción, como era la de Rocamora, que los soldados fueran equipados con caballos de mala calidad para que no pudieran escapar muy lejos y los guardias, con mejores monturas, pudieran capturarlos rápidamente antes de que se alejaran demasiado.

## Medidas estratégicas en Corrientes
Belgrano dio órdenes para confundir al enemigo en cuanto a la dirección de su avance y el lugar por donde cruzaría el Paraná rumbo a Asunción. Para esto, el 20 de noviembre, ordenó a Galván, desde el paso de Caaguazú sobre el río Corrientes, que 300 milicianos correntinos se situaran en Paso del Rey (actual Paso de la Patria) y que se propalara rumores en la ciudad de Corrientes de que marchaba hacia ella.
Después de su derrota en Paraguarí, desde Santa Rosa, Belgrano justificó ante Saavedra las razones por las cuales mantuvo aquella medida estratégica y no incorporó a los correntinos en su avance hacia Asunción y sobre todo en la batalla de Tacuarí: 

"No tengo absolutamente confianza en los correntinos, sin embargo, les he dado mis órdenes para que me sostengan los pasos de Itatí y del Rey con el objeto de que ninguno pase [con ganado] y no tengan que comer los [paraguayos] del partido de Ñeenbucú". Belgrano a Saavedra en (Instituto Belgraniano Central, 1982, p. 414)

 Mucho antes, el 11 de diciembre de 1810, desde su cuartel de Ñambey, Belgrano había recriminado duramente a Galván a causa de la facilidad con que los paraguayos habían realizado una excursión en territorio correntino [Itaty]: "no he podido menos de irritarme al ver la cobardía de todos sus moradores [...] no observo patriotismo ni fuego en las gentes de Corrientes". Belgrano no quiso o no pudo comprender las causas de la indiferencia del pueblo y gobierno correntino que, si bien apoyaban a la Junta de Buenos Aires, estaban, por razones comerciales, de parentesco, amistad, cultura y lenguaje, más cerca de los paraguayos que de los "porteños" a quienes consideraban "extraños" o "levantiscos".

## Acciones y batallas

### Cruce del Paraná y acción de Campichuelo

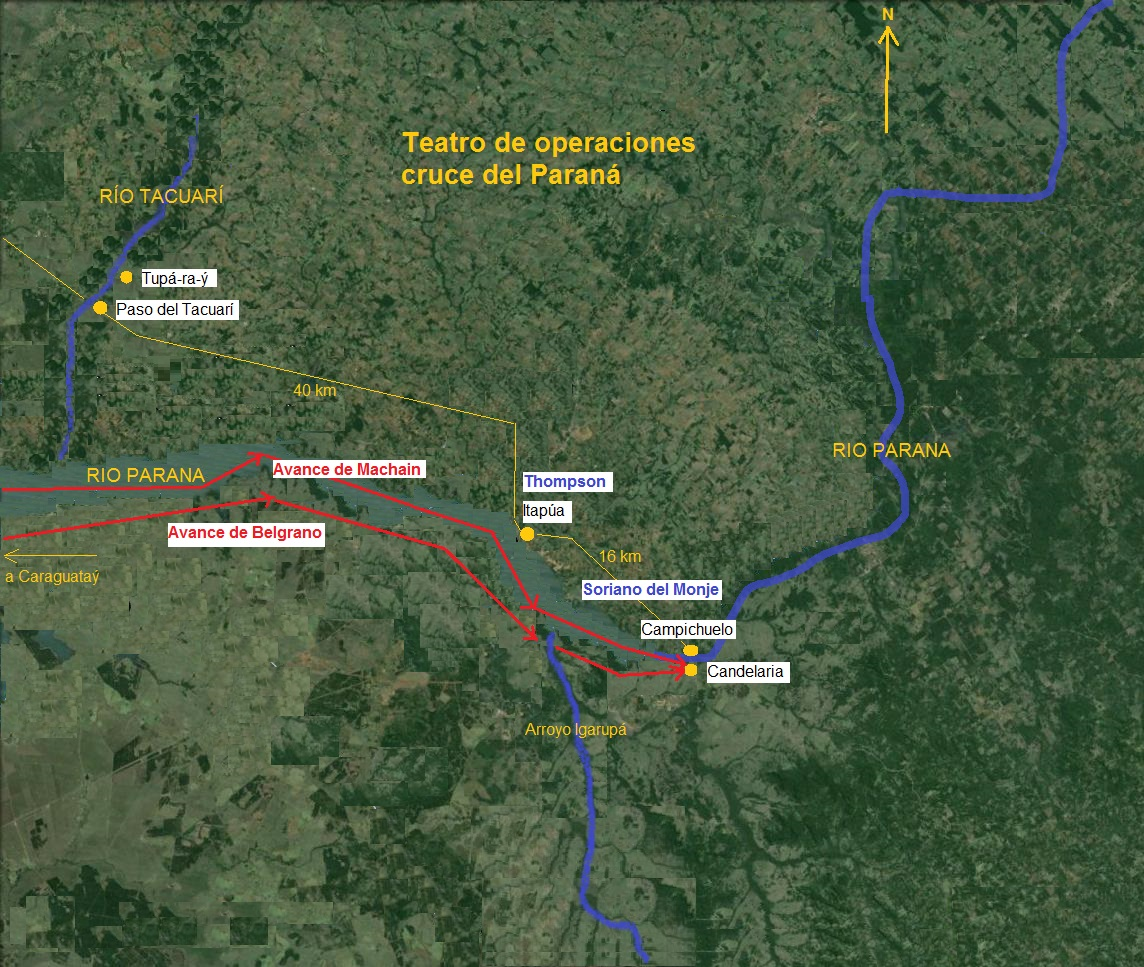
Teatro de operaciones diciembre de 1810. Cruce del río Paraná. En rojo=Ejército Junta de Buenos Aires. En azul=patrullas provincia del Paraguay

Belgrano simuló hacer el cruce a la vista del enemigo al anochecer del 18 de diciembre, y en la noche envió una patrulla para inspeccionar la costa norte. Esta patrulla capturó prisioneros e informó que por ese punto se podía hacer el desembarco. Sabiendo que las fuerzas enemigas eran escasas, Belgrano ordenó a Machain el cruce del río Paraná en la madrugada del día 19 de diciembre de 1810. Al amanecer, los soldados llegaron a la costa opuesta desperdigados por efecto de la corriente. Luego de desembarcar sin oposición alguna, se extraviaron en los montes linderos, por lo que Machain ordenó la previa reunión de los mismos antes de atacar el puesto de observación paraguayo ubicado en Campichuelo de la Candelaria. En un acto lindante con la insubordinación, los oficiales Manuel Artigas, Jerónimo Helguera y Ramón Espínola decidieron avanzar con siete soldados. Los defensores, el subteniente paraguayo Domingo Soriano del Monje y 13 soldados, luego de disparar brevemente con los 3 pedreros, se retiraron del lugar. En esta breve escaramuza no hubo bajas en ninguno de los dos bandos.
El capitán Perdriel, que llegó a Campichuelo en la segunda oleada de desembarco, salió de allí a las dos de la tarde y marchando a pie llegó a Itapúa a la medianoche. No encontró oposición alguna porque el capitán Thompson ya se había retirado del lugar. El día 20, Belgrano cruzó el río Paraná directamente a Itapúa. En Candelaria quedó una compañía del regimiento de Caballería de la Patria para custodiar las municiones que faltaban pasar.
Belgrano envió a Machain como vanguardia con una fuerza compuesta por las compañías 1 y 2 del regimiento de Granaderos de Fernando Séptimo al mando de Saraza, la de Pardos al mando de Vidal y tropas de la Caballería de la Patria, para apoderarse del paso del río Tacuarí, ubicado a 40 km de Itapúa. Belgrano intentó construir balsas para viajar por agua hacia ese paso, pero desistió al comprobar lo peligroso que era. Dos días después, avanzó con el resto del ejército. Llevaba cañones, carretas de municiones y equipos y un lanchón tirado por 8 yuntas de bueyes. La falta de caballos, las lluvias y los caminos en mal estado, que impedían el transporte de la artillería, determinaron que el ejército se detuviera en el río Tacuarí hasta que el día 27 de diciembre, la vanguardia al mando de Machain reinició el avance hacia el río Tebicuary. Belgrano, intentando no desesperarse ante estos contratiempos, escribió a la Junta que iba a adoptar "la calma cruelísima de todos estos habitantes", refiriéndose a la conducta de los pocos paraguayos que iba encontrando en el camino.

### Avance hacia Asunción
Se dispuso que Machain saliera en busca de caballos y que persiguiera al enemigo. El 29 de diciembre Machain llegó a Santa Rosa. Tres días después, una patrulla de 50 hombres al mando de Ramón Espínola acompañado por el teniente de granaderos Correa, ayudante de Belgrano, obligó al comandante paraguayo Pablo Thompson, que se venía retirando desde Itapúa, a cruzar el Tebicuary. En sus Memorias, escritas años después, Belgrano afirmó que Thompson comandaba un destacamento de 400 hombres, cifra que omitió mencionar en su oficio a la Junta del 4 de enero de 1811. En ese mismo oficio, Belgrano informó a la Junta que la falta de caballos "casi había disminuido totalmente" y mencionó el resultado de una expedición realizada por José Espínola al mando de un destacamento reforzado que recorrió unos 60 km hasta llegar a Yutý, un pueblo de naturales guaraníes ubicado hacia el noreste de su línea de marcha, más allá del Tebicuary. La poca cantidad de caballos requisados en ese lugar, unos 300, demuestra que los pobladores habían desplazado la mayor parte de ellos hacia el norte o escondido en los bosques. Las vanguardias y patrullas se dedicaron fundamentalmente a apropiarse de caballos para dar movilidad y ampliar el círculo de acción de las fuerzas de Belgrano.
El tradicional camino de postas desde Itapúa a Asunción presentaba muchos cursos de agua, que por la época de lluvias podían dificultar el avance del ejército. Sin embargo, ese camino atravesaba una zona abierta, con espacios desprovistos de vegetación alta, destinados a campos de pastoreo, salvo en las márgenes de los ríos y arroyos con sus pasos de vadeo bien determinados. Sobre el río Tebicuarý existían varias estancias, algunas de ellas propiedad de las familias Yegros, Cabañas e incluso de los hermanos Espínola y Peña que acompañaban a Belgrano.

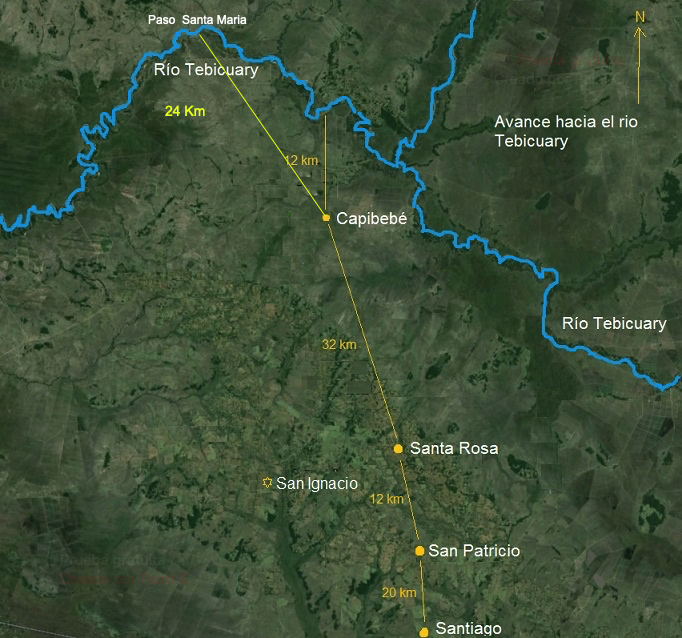
Teatro de operaciones zona del río Tebicuary.

En Santa Rosa se reunieron la columna de Belgrano con la de Machain. A los pocos días de marcha, Belgrano recibió la noticia de que Rocamora había llegado a Candelaria. Las milicias guaraníes de Rocamora, con dos cañones de a 4 y dos de a 2, lo hicieron con muchas deserciones. Después que cruzaron a Itapúa, Belgrano ordenó a Rocamora que le envíe toda su caballada y a marchas forzadas 150 fusileros que debían alcanzar al ejército que avanzaba hacia el río Tebicuary. Pero estas fuerzas, al mando del capitán Clemente López, tuvieron que esperar que se pasaran los caballos inservibles que se habían dejado al otro lado del Paraná por lo que recién se unieron a Belgrano cuando este volvió a ese río tras su derrota de Paraguarí. Mientras tanto, el resto de la división de Rocamora avanzó lentamente hacia el río Tacuarí, a donde llegó el 21 de enero. Allí dejó un destacamento de 50 hombres (que después participaron en la batalla de Tacuarí) y ese mismo día tuvo que retirarse con 150 hombres para guarnecer Itapúa, amenazada por lanchas cañoneras enviadas por Velasco para cortar la logística de Belgrano.
El día 5 de enero de 1811, la vanguardia al mando de Machain cruzó, sin oposición alguna, el río Tebicuary, antiguo límite entre la gobernación militar de las Misiones y la provincia del Paraguay. El resto del ejército al mando de Belgrano avanzaba detrás, a unos 50-60 km de distancia. Ese mismo día se detectó una patrulla enemiga que operaba en su retaguardia, por lo que Perdriel salió en su búsqueda. El día 6 se produjo con esa patrulla una escaramuza en el bosque de Maracaná, donde se capturó a un soldado español, que fue fusilado. Belgrano cruzó el río Tebicuary por el Paso Real o de Santa María durante la noche del día 7 al 8 de enero de 1811.

"Desde que atravesé el Tebicuary no se me ha presentado ni un paraguayo ni menos los he hallado en sus casas; esto, unido al ningún movimiento hecho hasta ahora a nuestro favor, y antes por el contrario, presentarse en tanto número para oponernos, le obliga al ejército de mi mando a decir que su título no debe ser de auxiliador, sino de conquistador del Paraguay". Belgrano a la Junta de Buenos Aires, 24 de enero de 1811 en (Mitre, 1859, p. 290-291)

Al darse cuenta Belgrano de que la expedición era vista como conquistadora y que avanzaba en un "país del todo enemigo", tuvo que cambiar su estrategia. Ya no apresuró la marcha de las carretas ni de Rocamora. Dejó fuerzas en el Paso del río Tebicuary para que, en caso de retirada, aseguraran el cruce y no quedar acorralado contra ese río. Como contrapartida, su poder ofensivo se debilitó.
El 11 de enero el ejército llegó hasta Itaipá, a 27 leguas de Asunción, sin conocer la situación del ejército paraguayo. El 15 de enero Belgrano divisó finalmente a las tropas enemigas que lo esperaban en la localidad de Paraguarí y se dispuso a atacarlas.

### Batalla de Paraguarí o de Cerro Porteño

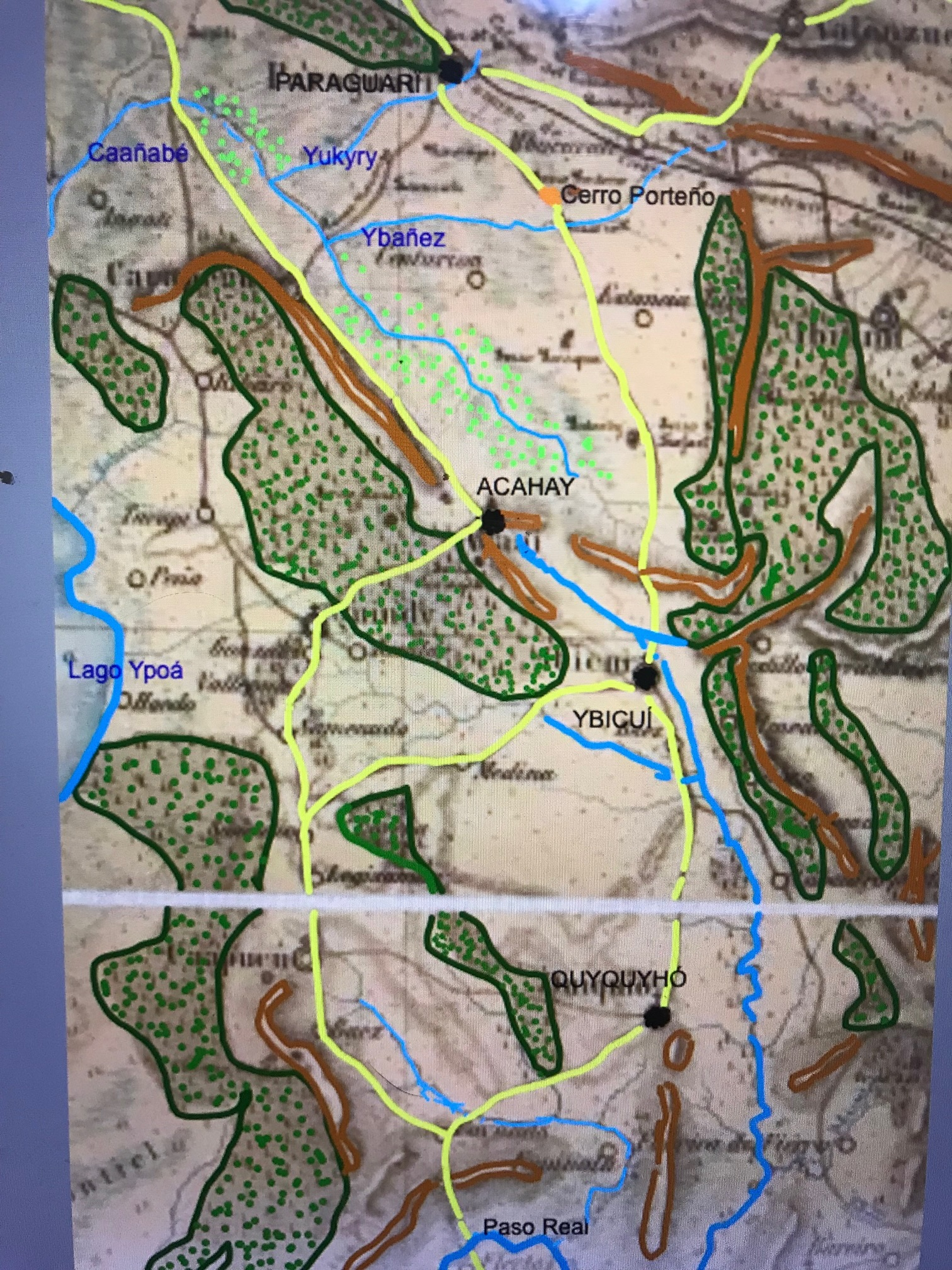
Teatro de operaciones desde Paso Real hasta Paraguarí

Velasco eligió la villa de Paraguarí para dar por terminada su estrategia de "guerra de recursos" que combinó defensa en profundidad y éxodo de la población misionera, que Mitre, en su Historia de Belgrano, llamará “vanguardia inerte” y la comparará con la que harían los rusos un año después contra Napoleón. En esa posición ubicó Velasco sus fuerzas para frenar “la invasión de Belgrano”. La villa de Paraguarí era la "única entrada practicable que el valle ofrece a un ejército invasor por el lado del sur" a las zonas más pobladas del Paraguay. Estaba protegida al sur por el arroyo Yukyry y un campo despejado que permitía la evolución de la caballería. A unos 20 km al sur, del lado occidental, estaba protegida por el arroyo Caañabé y sus pantanos. Velasco fijó su cuartel en la capilla de Paraguarí, muy cerca de la línea defensiva. Dispuso su infantería y artillería, al mando del coronel Gracia, en el centro, detrás del arroyo Yukyry, protegidas por los montes linderos al mismo. Dos divisiones de caballería se ubicaron en los costados, la de la izquierda al mando de Manuel Atanasio Cabañas y la de la derecha al mando de Juan Manuel Gamarra, ambas ocultas y a unos 2 km de Paraguarí. Estas unidades sumaban alrededor de 2000 milicianos que ocupaban los flancos de la ruta anticipada de las tropas porteñas. Las fuerzas regulares incluían un escuadrón de artillería que operaba unos dieciséis cañones. La infantería se componía de quinientos u ochocientos soldados de línea, europeos en su mayoría.
El 16 de enero de 1811, Belgrano estableció su cuartel en el cerro Mba'e o Rombado, y que luego se conocería como "Cerro Porteño", a unos 6,5 km al sur de Paraguarí y a 70 km de Asunción. Durante tres días ambas fuerzas mantuvieron contactos con patrullas de sondeo. En un último intento, Belgrano envió proclamas al enemigo. Tentar al adversario a desertar era un arma complementaria de uso habitual. De nada sirvieron, pues nadie se plegó a sus fuerzas. Belgrano no aceptó la sugerencia del oficial de artillería José Ramón de Elorga que propuso no atacar y en su lugar esperar el ataque paraguayo para ver "si estaban diestros en armas". Finalmente el 19 de enero decidió emprender el ataque con 460 hombres al mando de Machain. Esas fuerzas se dividieron en dos columnas: la vanguardia al mando del propio Machain, y detrás la segunda al mando de Perdriel. Cada una tenía el apoyo de 2 cañones. La caballería, con 130 hombres, debía proteger los flancos y una partida exploradora la seguridad. En el cerro Mba'e quedó Belgrano con una reserva de 60 soldados de caballería, 16 artilleros con 2 cañones, su escolta de 18 hombres y personal desarmado a cargo de las carretas, armas, municiones, caballos y ganado.
- Primera fase

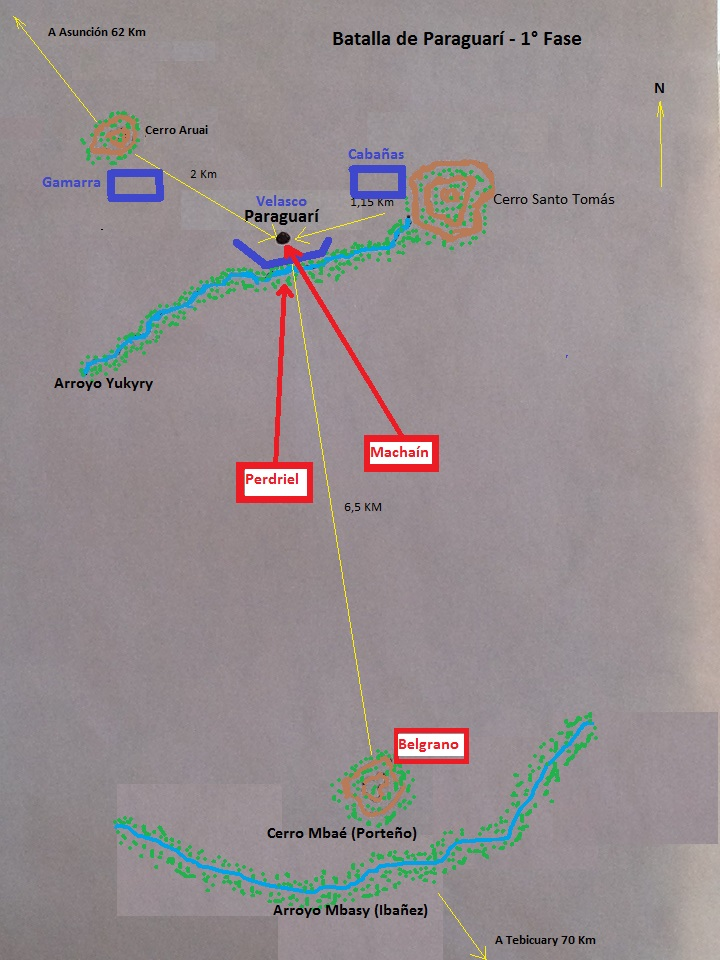
Batalla de Paraguarí. Primera fase.
Rojo: fuerzas junta de Buenos Aires.
Azul: fuerzas provincia del Paraguay

Portando las mismas banderas del rey Fernando VII, los dos contendientes decidieron atacarse en la madrugada del 19 de enero y chocaron al grito de "¡Viva el Rey"! al clarear el día. Este encuentro sorpresivo fue favorable a las fuerzas de la junta de Buenos Aires, que primero dispersaron al enemigo y luego cruzaron el arroyo Yukyry, penetrando por el sector central hasta llegar a una batería de artillería que tuvo que replegarse rápidamente. Machain ordenó a Perdriel que se quedara en ese lugar para asegurar la brecha, mientras él mantenía el avance. Sin embargo su vanguardia, compuesta de 100 o 120 hombres, se adelantó sin orden expresa e ingresó al pueblo de Paraguarí, donde Velasco tenía su cuartel general. Ante esta sorpresiva aparición del enemigo en su puesto de mando, y para no caer prisionero, Velasco tuvo que retirarse hacia la cordillera de los Altos perdiendo contacto con Gamarra y Cabañas.
- Segunda fase

Repuestos de la sorpresa inicial, las fuerzas de Gracia reaccionaron atacando a Machain por los flancos mientras que Cabañas avanzó desde el este, rodeando a los que habían ingresado a Paraguarí y que estaban dispersos saqueando el pueblo. Por su parte Gamarra se desplazó desde el oeste hacia el arroyo Yukyry para cortar a todas las fuerzas enemigas. Con sus fuerzas divididas en tres núcleos desconectados entre sí, uno de los cuales estaba rodeado en el pueblo de Paraguarí, el otro detenido por un fuerte ataque en ambos flancos y casi sin municiones y el tercero, Perdriel, inoperante en el Yukyry, Machain primero pidió auxilio de municiones a Belgrano y luego ordenó la retirada ante el peligro de quedar totalmente cercado por la caballería de Gamarra.
- Tercera fase

En la desorganizada retirada, a mitad de camino entre el arroyo Yukyry y el cerro Mba'e apareció a todo galope la caballería de reserva con 60 hombres al mando del ayudante mayor Francisco Sáenz, que se había adelantado a Belgrano que venía detrás con municiones. Belgrano ordenó volver al ataque para abrir una brecha y rescatar a los cercados, y se volvió nuevamente al cerro Mba'e. Este nuevo ataque duró quince minutos y Machain nada pudo hacer frente a las fuerzas frescas de Gamarra que habían ocupado el Yukyry. Habiendo cesado la resistencia de los que estaban rodeados en Paraguarí, y con sus fuerzas cansadas y desmoralizadas, Machain ordenó la retirada general hacia el cerro Mba'e. La batalla o "descalabro" de Paraguarí había terminado después de algo más de cuatro horas de combates.
Las fuerzas de la junta de Buenos Aires tuvieron 14 muertos, 126 prisioneros entre soldados y oficiales, es decir el 20 % de las fuerzas atacantes. Se perdieron 2 cañones, armas menores, municiones y 150 fusiles que pasaron al parque enemigo aumentándolo en un 30 %. El edecán de Belgrano, el paraguayo Ramón Espínola, fue degollado "ignominiosamente" según Velasco. Las bajas paraguayas, entre muertos y heridos, alcanzaron unos 70 combatientes.

"Esta batalla era importante como que afectaba el porvenir del Paraguay; pero cuando consideramos la pequeña cantidad de muertos y heridos, parece una cosa muy insignificante y les hace poco favor a los invasores. Estando mejor armados y mejor disciplinados [...] era de suponerse que hubieran dejado un gran número de sus enemigos muertos o heridos sobre el campo de batalla". Charles A. Washburn, representante de los Estados Unidos de América en (Garay, 1897, p. 83 y nota 8)

A la tarde de ese mismo día, luego de analizar la imposibilidad de un contraataque debido al temor de los soldados y muchos oficiales, Belgrano ordenó la retirada que en definitiva no se detendría hasta el río Tacuarí. También se arrearon 1500 caballos y 3000 reses, saqueados antes de la batalla. No hubo persecución activa por parte de las fuerzas de la provincia del Paraguay, que avanzaron detrás a una o dos jornadas de marcha.

### Retirada de Paraguarí hacia Tacuarí

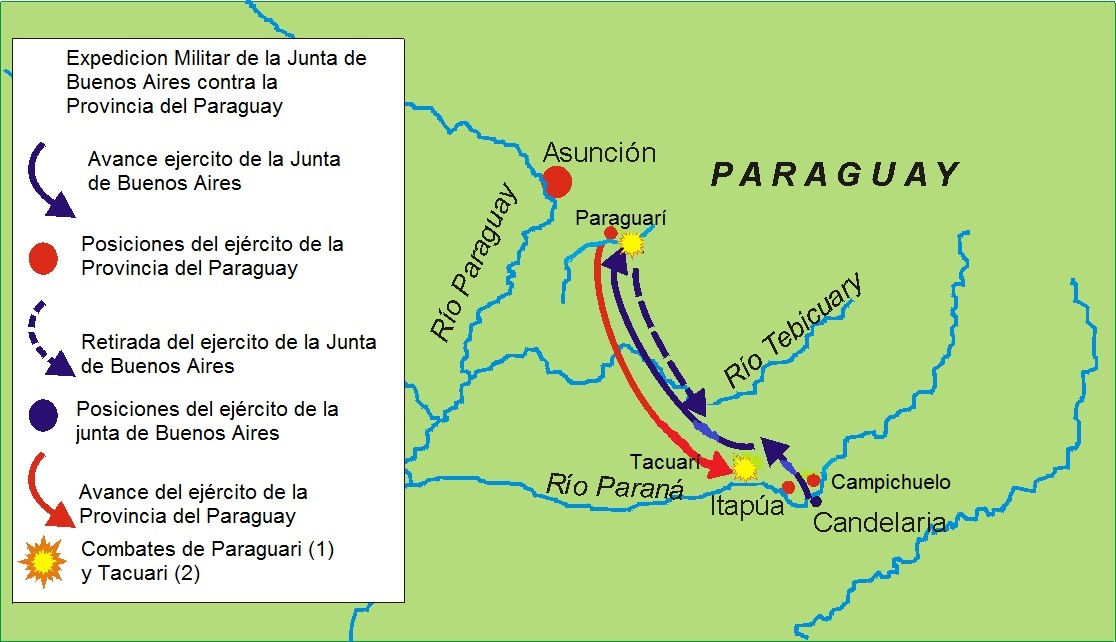
Operaciones militares en territorio paraguayo y misionero (diciembre de 1810-marzo de 1811).

La derrota táctica en Paraguarí y la ausencia de adeptos a la Junta de Buenos Aires que lo apoyaran empeoró la situación estratégica de Belgrano como consecuencia de la defensa en profundidad ejecutada por Velasco. 
- Consecuencias de la derrota

La retirada, realizada sin presión enemiga y en riguroso orden, afectó sin embargo la moral de oficiales y soldados. Para frenar los rumores que corrían entre los oficiales, eliminar a los menos capaces y como medida ejemplificadora, Belgrano envió a varios a Buenos Aires. Entre ellos figuró Elorga a quien ya tenía entre ojos desde su llegada a La Bajada en octubre de 1810.

"Con algunas providencias que he tomado, de separar del ejército a algunos oficiales, la gente va tomando otro tono, y aquellos [los oficiales] temen mis pases para la capital". Belgrano a la Junta en (Instituto Belgraniano Central, 1982, p. 433, tomo III, vol.1)

Tampoco Belgrano escapó al enojo y frustración debido al resultado desfavorable en Paraguarí. Consciente ahora de que la conquista de la Provincia era algo más que sustituir al núcleo de Velasco y sus acólitos, en varias oficios enviados a la junta de Buenos Aires, acusó a la "gente", a "estos hombres", "al Paraguay" de querer ser "esclavos". Teniendo en cuenta que el enemigo ya no eran solo los "mandones" sino todo un país, requirió a la Junta más recursos: 

"Cuanto menos necesito 1500 infantes y 500 de caballería para la empresa de la conquista del Paraguay". Belgrano a la Junta, 31 de enero de 1811, en (Instituto Belgraniano Central, 1982, p. 414, tomo III, vol.1)

- Ultimátum de Yegros

Velasco reasumió el mando al día siguiente de la batalla. El 29 de enero, desde Yaguarón, ordenó al comandante Fulgencio Yegros que con 600 a 900 soldados y 4 piezas de artillería cruce el rio Tebicuary y mantenga la persecución de las tropas de Belgrano, "avanzando sobre su retaguardia", asumiendo que esa presión sería suficiente para que esas fuerzas cruzaran el rio Parana. El 24 de enero, el capitán Antonio Tomás Yegros, a cargo de la vanguardia paraguaya, intimó a Belgrano a que se rindiera: 

"Ninguno, principalmente de mis paisanos, tendrá de que quejarse si son pasados a cuchillo por obstinados y al mismo tiempo aseguro, bajo palabra de honor, que serán tratados muy bien si se rinden como los demás". Ultimátum de Yegros a Belgrano, Yaguarí, 24 de enero de 1811 en (Instituto Belgraniano Central, 1982, p. 406, tomo III, vol. 1)

Yegros se refería a los "colaboracionistas" paraguayos de Belgrano, de los cuales Ramón Espínola ya había sido decapitado en Paraguarí. En su oportunidad, Velasco los había considerados como "hijos espurios de esta provincia", bajo la amenaza de que los propios parientes y paisanos se encargarían de vengar esta actitud injuriosa. En ese grupo se alistaban José Ildefonso Machain, José Espínola, Bonifacio Ramos, Ramón Cabrera y José Alberto de Echeverría, tío de Cabañas y del propio Machain.
Belgrano no perdió la calma ante el ultimátum. Aprovechó la oportunidad para transmitir sus ideas y dejó para las futuras generaciones de paraguayos el castigo por la actitud del Paraguay de querer separarse del resto de las provincias: 

"Vendrá día en que [la provincia] llore el error en que vive y maldigan los hijos a sus padres por sus esfuerzos para mantener los grillos de la esclavitud". (Cardozo, 1940, p. 18)

Desde el punto de vista militar, el ultimátum no produjo ningún efecto concreto.
- Nombramiento como Brigadier

Después de cruzar el río Tebicuary, Belgrano se detuvo durante tres días en Santa Rosa. Allí recibió su nombramiento como "Brigadier de ejército" en atención a los méritos y heroicidad. Por extraña casualidad, el nombramiento estaba fechado el mismo día de la batalla de Paraguarí. Años después, Belgrano comentaría en sus Memorias:

"[...] esto me puso en la mayor consternación, así porque nunca pensé trabajar por intereses ni distinciones, como porque preví la multitud de enemigos que debía acarrearme: así que contesté a mis amigos que lo sentía más que si me hubieran dado una puñalada". Belgrano, Memorias en (Molas, 1867, p. 398, volumen XIII)

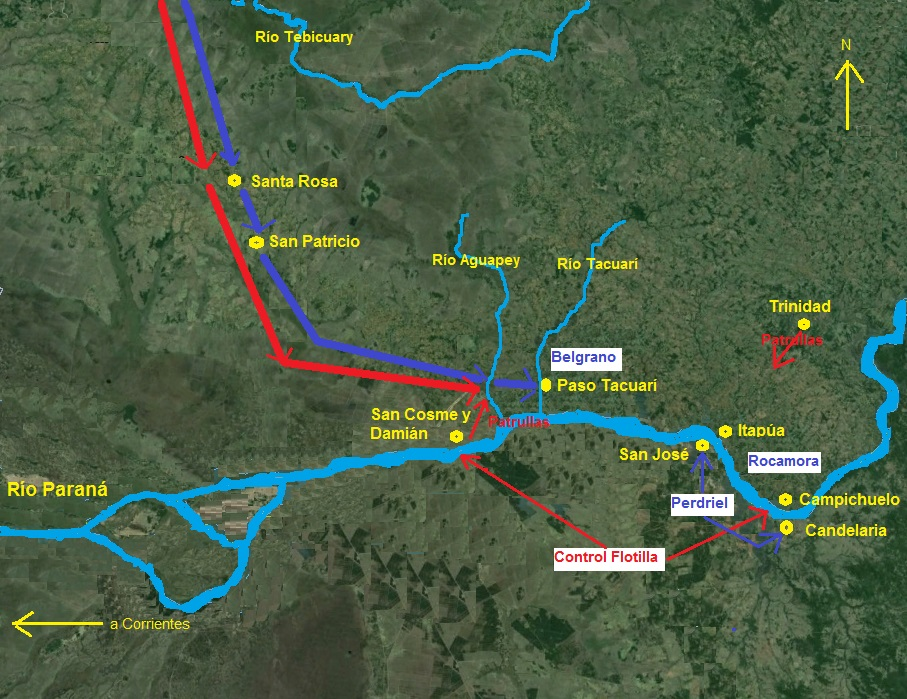
Retirada y persecución paralela.
Azul: fuerzas junta de Buenos Aires.
Rojo: fuerzas provincia del Paraguay.

### Batalla de Tacuarí
- Estrategia de Belgrano

Elección del punto de resistencia
Estando en Santa Rosa, a 4 km al sur del río Tebicuary, Belgrano temió quedar aislado si los enemigos lo separaban del río Paraná. Decidió entonces retroceder hacia ese río y esperar allí la ayuda que había pedido para retomar nuevamente la ofensiva. De las opciones que tenía, eligió defenderse en el paso del río Tacuarí y no en Itapúa, por las ventajas topográficas que ofrecía aquel lugar. 
Pedido y envío de refuerzos
Belgrano pidió la ayuda de 200 hombres al teniente coronel Martín Galain, que se dirigía a la Banda Oriental. La junta de Buenos Aires le anunció el envío de 700 hombres que ya estaban en Santa Fe. Además, sin tener en cuenta la opinión de Belgrano sobre la capacidad de las tropas correntinas, el 14 de febrero ordenó al teniente gobernador de Corrientes Elías Galván que enviara 200 hombres hacia Candelaria. Belgrano no confiaba en Galván, de quien decía "en este jefe más he visto expresiones en papel que obras". 
El 17 del mismo mes, Belgrano también pidió a Galván un rápido auxilio en recursos debido a la difícil situación de su ejército. Dieciséis días después, el 5 de marzo, en un oficio a Ángel Fernández Blanco, Belgrano se quejó "del poco patriotismo de los vecinos de Corrientes" que no querían enviar lo solicitado sin antes recibir el pago correspondiente. Esto se debía a que las noticias que llegaban desde Itapúa a Corrientes eran alarmantes. Afirmaban que Belgrano estaba rodeado en Tacuarí y que patrullas paraguayas habían ocupado Trinidad, un pueblo ubicado en su retaguardia, a solo 32 km al noreste de Itapúa. 
La Junta preparó otros 600 hombres al mando de José de Moldes, que debían salir de Buenos Aires a comienzos de  marzo. Por otro lado envió tres buques para controlar el río Paraná y ayudar a Belgrano, pero esa fuerza naval fue aniquilada por la flota proveniente de Montevideo al mando de Jacinto de Romarate el 2 de marzo, frente a San Nicolás de los Arroyos. Esto complicó además el suministro de soldados y pertrechos que debían cruzar el río Paraná frente a La Bajada.
Asegurar la retirada al otro lado del río Paraná
Gregorio Perdriel fue enviado con 100 hombres a Candelaria para que, en coordinación con Rocamora ubicado en Itapúa con 150 hombres, aseguraran la logística que venía desde La Bajada, ya que la flotilla paraguaya que merodeaba por la zona había cortado la provisión de ganado desde Corrientes ocupando además el puerto de San José frente a Itapúa.
Deserciones 
Durante la retirada hacia el río Tacuarí, el 20% de las fuerzas que había enviado Rocamora desertaron, la mayoría de ellos armados. Belgrano distribuyó a los restantes entre los regimientos de Patricios y Arribeños, los equipó con uniformes y cambió los jefes que los mandaban, según Belgrano, "como animales". Pese a todo, las deserciones continuaron y Belgrano informó a la junta que no podía contar con los correntinos ni con los naturales guaraníes que integraban las fuerzas de Rocamora. También desertaron soldados de otros regimientos, entre ellos los de Perdriel. Cuando el regimiento Patricios llegó a Candelaria varios soldados y sargentos aprovecharon la oportunidad para desertar. Esta "canalla sin honor ha acreditado su cobardía" afirmó Perdriel y los acusó de "desertar porque querían" dado que los tenía "bien suplido [de] mucho dinero". El atraso en los pagos de los salarios (prest) era una de las principales causas de deserción e indisciplina.
Belgrano pidió a Fernández Blanco que detuviera en Corrientes, "con la debida reserva", a los desertores y los enviara a Santa Fe. Dos días antes de la batalla de Tacuarí, Belgrano informó nuevamente que solo podía contar con los soldados de Buenos Aires, "ya por su instrucción y [solo] en algunos (sic) por su entusiasmo patriótico". De los naturales proveniente de las Misiones dijo que eran como los paraguayos, y menciona que ante disparos intrascendentes del enemigo, habían abandonado su posición. Finalmente prometió que enviaría el inventario de soldados que tenía una vez depurada las cifras de las deserciones producidas.

Se hace evidente que la deserción jugó un rol considerable como limitante estructural que hizo inviable ciertos caminos militares [...] el avance terrestre sobre Lima por el Alto Perú, el sometimiento del Paraguay, así como puso en jaque al dominio de Buenos Aires sobre las provincias.(Rabinovich, 2013, p. 74)

- Estrategia de Velasco

La idea directriz del gobernador Velasco era expulsar a Belgrano más allá del río Paraná y abrir la vía de comunicación con Montevideo y Portugal. Para realizar esta operación al más bajo costo, utilizó la táctica de la persecución indirecta, que consiste en evitar choques frontales y en adelantarse por el flanco enemigo buscando permanentemente su retaguardia, obligándolo a retroceder para evitar ser cortado y envuelto. Otro de sus objetivos era salir lo antes posible del estado de movilización que agobiaba la economía provincial y desmantelar el creciente poder político del grupo militar de los capitanes-estancieros. 
Al constatar Cabañas que la detención de las fuerzas invasoras en Tacuarí no era una pausa en su retirada, envió un ultimátum a Belgrano, y para presionarlo le hizo conocer que estaba al tanto de todas sus dificultades estratégicas: 

"Ya sabemos los refuerzos que tiene, y también sabemos, que ya no podrá tener ni más refuerzo ni más tiempo [...] humíllese al que puede justamente, y no quiera probar [por] segunda vez el rigor de las armas, no solo por lo amargo, le prevengo, sino porque su suerte no es para ello [...] le reconvengo para que se rinda con las armas y tropa que en su nombre manda asegurándole las vidas y buen trato [...]". Cabañas a Belgrano en (Instituto Belgraniano Central, 1982, p. 453, tomo IV)

 Belgrano rechazó este ultimátum.
El 7 de marzo, Cabañas comentó a Velasco que había llegado a su cuartel un esclavo mulato que había sido capturado por el enemigo en una de las estancias de los Yegros juntamente con el ganado. El esclavo informó sobre la situación del ejército enemigo, número de cañones y tropas y que estaban a la espera de un refuerzo de 300 hombres. Ese mismo día, mientras Cabañas completaba los detalles finales para librar la batalla de Tacuarí, salía desde la lejana Buenos Aires un oficio de la Junta en el cual ordenaba a Belgrano que diera por terminada la campaña y repasara el Paraná rumbo al sur, hacia el Arroyo de la China. Esta orden recién llegaría a Belgrano el 21 de marzo.
- La batalla

El teniente coronel Cabañas conocía el paso del río Tacuarí y sabía que era imposible forzarlo con un ataque frontal ante un enemigo que se protegía detrás y que había tenido un mes para organizar su defensa y reglar la artillería. Construyó entonces un puente a 10 km al norte y encargó al comandante Juan M. Gamarra, que había llegado con refuerzos, dirigir un ataque de envolvimiento sobre el ala derecha de Belgrano. Al mismo tiempo, planeó ataques distractivos por el ala izquierda y el centro enemigo, para confundir y ocultar la dirección del ataque principal.
Primera fase
Horas antes de la medianoche del 8 de marzo de 1811, las fuerzas de Cabañas, unos 1000 hombres con 6 cañones, comenzaron su marcha hacia el puente recién construido.
Luego de cruzar el río Tacuarí, avanzaron de norte a sur abriendo una picada en los montes que bordeaban el río, y llegaron al amanecer a la capilla del pequeño pueblo de Tupá-ra'ý. En ese lugar, ubicado al norte de las posiciones de Belgrano, se fundaría en 1843 la ciudad de Carmen del Paraná. Patrullas de caballería fueron enviadas para detectar si existían tropas de apoyo de Rocamora en el camino que unía el paso del río Tacuarí con Itapúa.
Una hora antes de que esas fuerzas llegaran a Tupá-ra'ý, y como primera sorpresa para Belgrano, que no fue informado de la aproximación del enemigo por su flanco izquierdo y centro, comenzó el ataque de 4 botes y canoas que habían subido por el río Tacuarí desde el Paraná al mando de Ignacio Aguirre. Al mismo tiempo, por el centro, el grueso de la artillería paraguaya y la fusilería al mando de Juan Antonio Caballero, más tres compañías de lanceros al mando de Pedro Pablo Miers, simulaban su intención de tomar el paso a viva fuerza. Salvo la sorpresa inicial, las fuerzas de Belgrano no tuvieron ningún problema con el ataque por el río, que fue neutralizado por el capitán Celestino Vidal. Por el centro no había nada que temer porque era el punto más fuerte del sistema defensivo.
Segunda fase

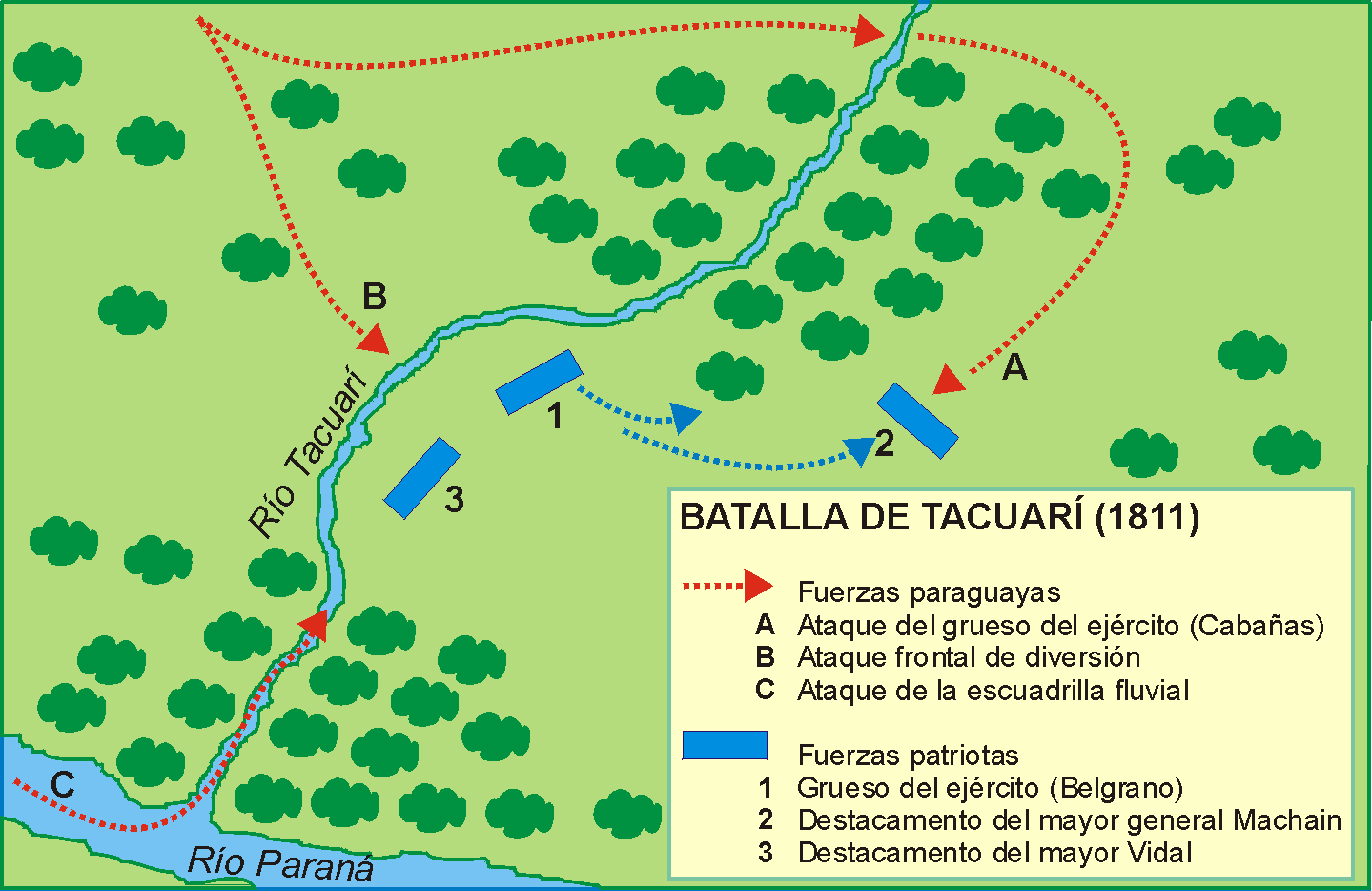
Batalla de Tacuarí.

Belgrano tuvo una segunda sorpresa cuando le informaron que gran cantidad de tropas enemigas en formación de combate avanzaban por su ala derecha. Al no haber previsto esta acción por el ala norte, todo su sistema defensivo colapsó. Machain abandonó rápidamente su posición en el centro y con unos 126 hombres y dos cañones se dirigió hacia Tupá-ra'ý y, aprovechando el monte y unas islas en los claros, se instaló en los bordes pudiendo frenar el avance enemigo y dilatar el combate. Pero, rodeado por la caballería enemiga, que además capturó su artillería, el ataque frontal de la infantería paraguaya no le dejó otra opción que rendirse con casi todos sus hombres. Las fuerzas de Cabañas capturaron además dos cañones, un carro capuchino, una carreta con abastecimientos y 130 fusiles. Nuevamente Belgrano descargó la responsabilidad del resultado en Machain. "[El enemigo] seguramente hubiera sido rechazado si el Mayor General [Machain] a quien mandé a contenerlo no se hubiera emboscado del modo más ridículo y puesto a las tropas que llevaba en disposición de ser tomadas". Más adelante agregó: 

He sido desgraciado en tener un Mayor General enteramente ignorante de la facultad y, no se si me atreva a decir, cobarde; y oficiales y soldados con la última calidad en abundancia [...]
Belgrano a la Junta, Candelaria, 15 de marzo de 1811 (Instituto Belgraniano Central, 1982, p. 511)

 Se intentó justificar estos comentarios de Belgrano adjudicándolos a las circunstancias del momento pero lo cierto es que en sus Memorias, escritas años después, siguió insistió en lo mismo pese a que para entonces Machain ya había sido exonerado de culpa y cargo.
Tercera fase
Aniquilada la columna de Machain, la caballería de Gamarra avanzó libremente sobre la retaguardia enemiga, cortando el camino a Itapúa y encerrando contra el río Tacuarí a todas las fuerzas de Belgrano. Ante esta maniobra, el grueso de ellas, unos 460 hombres entre oficiales y soldados, según calculó después Belgrano, huyeron hacia Itapúa o se escondieron en los montes, abandonando incluso carretas con municiones, equipos y armas que había enviado Rocamora. El ocultamiento de esta deserción masiva comenzó cuando la Gazeta Extraordinaria del 1 de abril publicó textualmente el parte de Belgrano y censuró la frase "porque los demás llenos de cobardía y vileza me abandonaron huyendo vergonzosamente". Historiadores argentinos como Mitre (1859), el coronel Ornstein (1941), el coronel Best (1960) y Camogli (2005) y Milá de la Roca como testigo presencial tampoco la mencionaron. Mitre hizo algo más: para justificar matemáticamente los escasos 240 hombres que no huyeron y se quedaron con Belgrano, redujo las fuerzas iniciales que defendían Tacuarí de 870 a 400 hombres, es decir, eliminó a los desertores antes que comenzara la batalla. En el apuro, Belgrano nombró a un sargento de artillería catalán como encargado del sector central. Con el resto de las fuerzas que le quedaban, unos 235 soldados entre infantería y caballería, se preparó para enfrentar a las avanzadas de Cabañas que iban completando el cerco.
La batalla estaba decidida, por lo que Cabañas intimó la rendición, la que fue rechazada por Belgrano. Pese al mayor poder de fuego que tenía la fuerza de Belgrano, la artillería paraguaya abrió una brecha por donde se infiltró la caballería del capitán Pedro José Genes. En su cuartel, ubicado en el casco de la estancia de los Anzoátegui, se quemaron "con el mayor sigilo posible" todos los papeles comprometedores. Belgrano ordenó que, en un montículo llamado después Cerrito de los Porteños, se levantase una bandera de parlamento y envió a José Alberto Cálcena y Echeverría, tío de Cabañas, con una propuesta en la que pedía la capitulación con el compromiso de abandonar el Paraguay. Habían pasado más de 14 horas desde que las fuerzas de Cabañas habían comenzado la maniobra envolvente sobre la posición de Tacuarí. 
Capitulación
El mismo día de la batalla, Cabañas envió a Belgrano la nota con las condiciones de la capitulación: 

"Habiéndose presentado el parlamentario don José Alberto de Echeverría, proponiendo de parte del señor general del ejército, el que respecto a que había solo venido no a hostilizar la provincia del Paraguay, sino a auxiliarla, de lo que ha resultado varias hostilidades, se retiraría al otro lado del Paraná con su ejército, y les dejaría la provincia evacuada de toda invasión, he resuelto, yo comandante en jefe de las tropas del Paraguay, convenir a que siempre y cuando se convenga no hacer más hostilidades de armas, conceder a la proposición hecha por dicho parlamentario, bajo de dicho seguro principiaría a marchar desde mañana diez del corriente. Campo de batalla de Tacuarí, 9 de marzo de 1811", en (Instituto Belgraniano Central, 1982, p. 481)

Belgrano dio su conformidad, firmó de puño y letra el original y lo remitió a Cabañas. Al día siguiente comenzó a dar cumplimiento a su compromiso de evacuar la provincia de toda invasión.
El general cordobés José María Paz, en su comentario sobre esta acción, dijo:

Efectivamente, no debió escapar ninguno, ni el general mismo. Los paraguayos [...] que, por otra parte, no estaban enconados con el ejército, porque no había cometido desórdenes, no quisieron un triunfo completo y otorgaron una capitulación, que no podían esperar los vencidos, quien aceptó que se retirara con todas sus fuerzas al otro lado del Paraná. (Paz, 1855, p. 356)

José Vicente Milá de la Roca, que acompañó a Belgrano como secretario privado, afirmó que por lo menos el ejército dejó “bien puesto el honor de sus armas en la provincia invadida”. 

## Intercambio epistolar entre Belgrano y Cabañas
Mientras su ejército permanecía rodeado por fuerzas paraguayas, Belgrano firmó de conformidad la capitulación propuesta por Cabañas, quien le franqueó el paso para que sus tropas repasaran el río Paraná con todas sus armas y pertrechos. Esta decisión de Cabañas sería criticada después en Asunción pese a su aprobación por parte del gobernador Velasco.
En su nota del 9 de marzo de 1811, Belgrano sostuvo:

Me conformo en todas sus partes con cuanto usted me significa en su oficio de este día y al efecto daré principio a mi marcha mañana, pero si usted gustase que adelantemos más la negociación para que la Provincia se persuada de que mi objeto no ha sido conquistarla, sino facilitarle medios para sus adelantamientos, felicidad y comunicaciones con la capital [Buenos Aires], sírvase decírmelo, y le haré mis proposiciones[...]. Belgrano a Cabañas en (Instituto Belgraniano Central, 1982, p. 482, tomo III, vol. 1)

Al día siguiente Belgrano envió ocho proposiciones a Cabañas:
1. En la primera "ofreció": paz, unión, confianza y, lo más importante, "franco y liberal comercio de todos los frutos de la provincia". Se aclaró puntualmente "incluso el tabaco". Debe recordarse que tanto Cabañas como Yegros eran grandes productores y acopiadores de tabaco.
2. En la segunda "pidió": Como la provincia del Paraguay, según Belgrano, "ignora" lo que pasa en España e ignora también que las provincias del Río de la Plata están "ya unidas y en obediencia a la capital", la junta de Buenos Aires pide que el Paraguay envíe "el diputado que le corresponde" y "se una y guarde el orden de dependencia determinado por la voluntad soberana" de Fernando VII.
3. En la tercera señaló lo que el Paraguay "debía hacer": nombrar una Junta en Asunción con el gobernador Velasco [sic] como presidente de la misma. El objetivo sería "conservar la monarquía española en estos dominios de Su Majestad el señor don Fernando VII". A tal objeto adjuntó un ejemplar de la Gazeta de Buenos Aires del 14 de febrero de 1811 en la cual se publicó el Reglamento del día 10 de ese mes por el cual la llamada Junta Grande establecía "juntas" en las ciudades principales y subalternas.[116]
4. Las demás propuestas tenían que ver con hechos inherentes a la propia campaña militar: destino de los prisioneros, colaboracionistas, pago de caballos y ganado consumidos, etc.[117]

Cuatro días después Belgrano justificó ante la junta de Buenos Aires los motivos que lo llevaron a realizar estas propuestas que contradecían las "Instrucciones" dadas por aquella y sus propias convicciones. Luego de reiterar nuevamente la ignorancia de los paraguayos, tanto de los dirigentes como del pueblo, de caracterizarlos como "interesados" y de que sobre todo aman, en un grado inexplicable, "sus vacas y caballos" escribe:

[...] traté de formar el papel que acompaño con el número uno [se refiere a la nota de las propuestas] [...] [a pesar] de que hay en él cosas que a mi mismo me eran dolorosas apuntarlas [escribirlas], por tal de atraerlos, ya que con mis fuerzas, ni con las que he pedido [...] podía vencerles. Belgrano a la Junta en (Instituto Belgraniano Central, 1982, p. 508, tomo III, vol.  1)

Una de esas "cosas" era el punto tercero de su propuesta donde Belgrano se había excedido en sus "facultades" nombrando a Velasco como presidente de la Junta a constituirse en Asunción siendo esta prerrogativa de exclusiva incumbencia del gobierno según lo establecía el Reglamento del 10 de febrero de 1811 en sus artículos 5° y 6°.
Cabañas acusó el recibo del "papel" (sic) enviado por Belgrano y manifiestó:
1. Que su autoridad era "limitada" y por lo tanto no podía resolver "ninguna" de las proposiciones de Belgrano. Esto significaba que Belgrano debía tratar estos asuntos con Velasco.
2. No obstante dice "mi patria merece se le dé satisfacción", por acciones pasadas de la provincia que ha auxiliado al Río de las Plata las "veces que lo ha pedido" [se refiere a las invasiones inglesas] y que lejos de reconocer esos méritos y respeto se la "compensa [expresión irónica de Cabañas] con un ejército auxiliador que jamás ha pedido".
3. Respecto al tratamiento de prisioneros y colaboracionistas se redujo sucintamente a "asegurar" un buen suceso siempre que se "sepulte toda invasión"(sic) [misma expresión usada en la nota de capitulación] entre las "dos provincias" lo que "suavizará la justicia [condena] que algunos merecen".[118] De acuerdo con la posición del Congreso del 24 de julio de 1810, Cabañas reduce la "capital" de Belgrano a una "provincia" equivalente a la del Paraguay y advierte que solo el cese de futuras hostilidades beneficiará a los prisioneros ante la justicia pero solo a "algunos".
4. La respuesta de Cabañas la dató, significativamente, en "Campo de batalla de Tacuarí, marzo 10 de 1811" explicitando que había quedado como dueño del mismo.[119]

Dos días tardó Belgrano en responder a Cabañas. En ella trató de recuperar posiciones neutralizando "con energía":
- a) Sobre el pedido directo de satisfacción [reparación] que según Cabañas debía dar el gobierno de Buenos Aires por sus acciones contra la provincia del Paraguay, Belgrano manifestó que este tipo de pretensiones incentivaba la guerra civil y que el "gobierno superior" de todas las provincias no podía dar "satisfacción" a una de sus provincias "dependientes" por errores que la misma provincia había cometido.

- b) La posición igualitaria que proponía Cabañas al mencionar en su oficio a la "capital" como provincia no pasó desapercibida para Belgrano. Discursivamente elevó a la junta de Buenos Aires a la categoría de "gobierno superior" y disminuyó a la provincia del Paraguay definiéndola como "dependiente" o posible "hijo rebelde".

Negó además las falsedades que le habían atribuido: la de querer sacar 9000 hombres de la provincia, que era un bandido, para lo cual prometió devolver los ganados y caballos "que existan". Desmintió que las provincias no estuvieran unidas, o que el actual gobierno de Buenos Aires no duraría o que allí se estarían matando entre facciones.
Dos días después, ya en Candelaria, mientras esperaba que llegaran las fuerzas correntinas y los medios para dirigirse al Arroyo de la China, Belgrano informó a la Junta sobre estos oficios. Respecto de este último dice: 

[procuré] atraerlos a que se unan y mezclen [los paraguayos] con el convencimiento, [o] la energía correspondiente pues, si no nos queda el arbitrio de ir a ellos a fuerza de armas, nos queda el de interceptarles la entrada de ganados y caballos; privarle todo comercio con Montevideo, y hacerles sentir la falta de unión con la capital careciendo del aumento de sus intereses [...] [con Rocamora convenimos en que] la conquista del Paraguay, si acaso no entra por los partidos [propuestas] que he hecho a Cabañas, es obra muy larga, y que siendo Montevideo la raíz del árbol, debemos ir a secarla.(Instituto Belgraniano Central, 1982, p. 508-510, tomo III, vol.1)

Al final de este largo oficio Belgrano pidió al gobierno un escudo para el brazo izquierdo de oficiales y soldados con la inscripción "Valor a prueba en Tacuarí" que personalmente iba a dar "para que no lo lleve ninguno que no lo haya merecido" en clara alusión a los que habían huido durante el combate.
Este no fue el último oficio entre Belgrano y Cabañas pero será el que fijará las posiciones políticas entre las partes. Las notas que envió Belgrano a la Junta motivó que esta contestara el 25 de marzo de 1811 que estaba satisfecha por "la buena disposición de los oficiales paraguayos en favor de nuestra causa". Pero ni los sentimientos de los oficiales ni el objetivo de Velasco podían justificar el optimismo de Belgrano: 

"Su ingenuidad que iba unida a su fanatismo, parecía incurable en lo que concernía al Paraguay [...] Cabañas y Yegros y demás, en sus contactos con Belgrano, ponían el acento solo en la paz y en la amistad entre "las dos provincias" pero en ningún momento [...] que los paraguayos aceptaban obedecer a la junta de Buenos Aires". (Vázquez, 1998, p. 133 y 137)

Este pacifismo que demostraron los oficiales paraguayos fue más aparente que real. Se debió a la falta de recursos por el bloqueo comercial y el costo de la guerra y al posible descrédito personal si surgían actos de indisciplina en sus soldados por la falta de pago del prest y la necesidad que tenían estos de volver a sus chacras.
Belgrano esperó en Candelaria la llegada de Velasco al cuartel de Tacuarí para iniciar negociaciones directas. Los días pasaron y Belgrano, desalentado por la falta de respuesta a sus oficios y el cierre de la frontera, acusó nuevamente a los "tales paraguayos" de no haber nacido ni para vasallos del rey sino para esclavos, de ser desconfiados y de "mantenerse a la capa", es decir, a la espera de lo que iba a suceder en Montevideo para decidir después si se unían a la junta de Buenos Aires.
El 23 de marzo de 1811 el ejército comenzó, fraccionadamente, su marcha desde Candelaria desde "donde tres meses antes se había efectuado la invasión".. Lo hizo hacia la Banda Oriental. Nada expresó mejor el estado de ánimo de Belgrano que la frase: 

"En fin, voy a olvidar, excelentísimo señor, al Paraguay". Belgrano a la Junta, 25 de marzo de 1811, en (Instituto Belgraniano Central, 1982, p. 536, tomo III, vol.1)

Esta noticia se extendió rápidamente. El 18 de marzo, desde Montevideo, Elío informaba al Ministro del Despacho de Estado de S.M.: 

Voy a establecer un bloqueo riguroso y a franquear la libre comunicación con el Paraguay, cuyo gobernador [...] no solo ha batido a ese general doctor que por allí ha permanecido convertido en conquistador según manifiesta la Gazeta publicada en Buenos Aires N° 3 sino que tengo noticias positivas que toda su división, incluso el señor doctor, ha tenido que rendirse a discreción.
AGI, Leg Bs.As., 98, Montevideo, 18-03-1811 en (Riveiro, 2013, p. 180, nota 356)

## Ocupación de Corrientes
Una vez expulsado Belgrano de la provincia del Paraguay, el gobernador Velasco consideró que se podía poner en práctica el plan de ocupar Corrientes sugerido por Pedro Gracia en septiembre de 1810. El 7 de abril de 1811, una flotilla al mando de Jaime Ferrer, que ya había participado de la liberación de los buques en octubre de 1810, ancló frente a la ciudad de Corrientes. La intención declarada era liberar nuevamente los buques detenidos por orden de la junta de Buenos Aires pero el segundo objetivo era proteger el paso de tres buques con armas que el virrey Elío enviaba desde Montevideo y, si las circunstancias fueran favorables, ocupar la ciudad para mantener abierta esa vía de comunicación en forma permanente. Tres factores jugaban a favor de esto último: 
- La existencia en Corrientes de un núcleo favorable a la provincia del Paraguay;
- La falta de fuerzas para la defensa, debido a que Belgrano se había llevado soldados para su campaña a la Banda Oriental "dejando solo los inútiles y los que por su avanzada edad no podían sufrir las penurias de una campaña";[125]
- La oposición de la población a la política de la junta de Buenos Aires de realizar levas locales para llevarlas fuera de la provincia. Este último punto será utilizado posteriormente por Blas José de Rojas como argumento en su discurso inaugural.

El teniente gobernador Elías Galván no tenía muchas opciones:

[...]frente al Paraguay no le restaba sino defenderse con astucia o baladronadas y proposiciones cómicas. Por eso en su célebre oficio a Ferrer le había dicho: "Que tenía consigna del general Belgrano de mantener cordialidad con el Paraguay, consigna que se halla convenida ya con los tratados celebrados en el campo de batalla de Tacuarí [...] y ya ratificada por la [...] Junta de Buenos Aires. Le pido que se retire con sus buques ya que no tenemos orden de batirnos [...]". (Vázquez, 1998, p. 158-159)

Aunque Galván cedió al requerimiento de Ferrer de liberar los buques paraguayos, este no se retiró pues debía esperar a los barcos que venían de Montevideo. En los siguientes días, además del único barco paraguayo detenido, y para evitar sorpresas, Ferrer exigió la entrega de algunas naves correntinas. El 17 de abril, cuando llegaron los tres barcos más otros tres capturados en el camino, Ferrer exigió a Galván, en el término de dos horas, que se declarase aliado de la Provincia del Paraguay y reconociera al Consejo de Regencia y al virrey Elío. Ferrer tenía ya diez buques mayores y menores armados, cuatro mercantes más los tres de Montevideo. Sus tropas eran de 300 hombres. Galván intentó resistir en Las Lomas (cerca de la actual Laguna Seca, en Corrientes) pero sus fuerzas, escasas y mal armadas, se dispersaron no bien las fuerzas de Ferrer pudieron conseguir caballos. Galván se retiró hasta La Bajada, donde le dijeron que no tenían recursos para ayudarlo. En Corrientes quedó el regidor del cabildo local Ángel Fernández Blanco para que se entendiera con los paraguayos. El 19 de abril de 1811 el cabildo de Corrientes aceptó el ultimátum y Ferrer ocupó la ciudad. Días después se retiró aguas arriba dejando una guarnición a cargo de Blas José de Rojas, quien asumió como Teniente de gobernador y Capitán general el 28 de abril. Con ese motivo lanzó una proclama contra la "turbulenta" y "facinerosa" Junta de Buenos Aires y su política de levas:

"Paraguayos somos; no esperemos que unos salteadores enemigos de nuestro idolatrado Fernando nos imponga con ardides un yugo vergonzoso, para ir después a costa de nuestra sangre a aumentar su ambición y sus conquistas en Montevideo y Provincias del Perú". Proclama de Blas José de Rojas en (Cardozo, 1963, p. 19/20)

 Debe destacarse que estos conceptos provenían de un oficial que había combatido en Tacuarí y que además compartía con Fulgencio Yegros un alto grado de confianza e identificación con sus ideas según consta en las notas intercambiadas entre ambos.
A mediados de mayo de 1811 se produjo en Asunción el alzamiento militar que impuso al gobernador Bernardo de Velasco dos consocios para que gobernaran con él. Al conocerse este hecho, Rojas, que era uno los principales conspiradores y que ya venía trabajando con Fernández Blanco, apresó a unos 100 españoles y se apoderó de 13 barcos. En un bando del 30 de mayo, impulsado por el doctor Francia, el gobierno de Asunción, anticipando lo que sería después su política frente a la junta de Buenos Aires, ordenó evacuar Corrientes y reponer las autoridades y la subordinación existentes antes de la ocupación.

Habiendo tenido el actual gobierno por objeto de sus primeras atenciones y cuidados el conservar la tranquilidad interior y la paz, unión y buena armonía con la ciudad de Buenos Aires y las demás del continente, siempre que pueda efectuarse de un modo digno y compatible con el decoro y libertad de esta antigua, vasta y respetable provincia de la Asunción, ha juzgado conducente a tan importante fin el evacuar y dejar libre la ciudad de Corrientes ocupada por nuestras armas, considerando que el pueblo ilustrado de Buenos Aires y todo el mundo imperial, a vista de un ejemplo singular de moderación y generosidad después de las victorias conseguidas por las armas de la provincia, se convencerá mejor de la sinceridad de nuestras intenciones y de que el pueblo valeroso del Paraguay, desplegando la energía de sus fuerzas, nada más a deseado sino el que se respete su libertad. Bando del 30 de mayo de 1811 en (El paraguayo independiente, 1859, p. 6-7, tomo I)

El 6 de junio de 1811, luego de recoger las armas en poder de la población y de imponer a los europeos residentes una contribución de 2000 pesos, Rojas entregó el mando a Fernández Blanco. Elías Galván retornó a la ciudad y asumió sus funciones el 16 de junio de 1811.

## Prisioneros capturados por el Paraguay
En las proposiciones del 10 de marzo de 1811, Belgrano había solicitado a Cabañas la libertad de los prisioneros capturados en Paraguarí y Tacuarí, la de su ayudante Ignacio Warnes y los partidarios de la Junta confinados en el Fuerte Borbón. Cabañas respondió: 

[...] en cuanto a lo que pide [...] tendrá todo buen suceso siempre que se sepulte toda invasión particular y general entre las dos provincias, cuyo proceder no dudo suavizará la justicia que algunos merecen. (Instituto Belgraniano Central,, p. 486, tomo III, vol.1)

Conjuntamente con la flotilla que al mando de Ferrer se dirigía a Corrientes, Velasco despachó a Montevideo un barco conducido por Francisco Fornell, al mando del sargento mayor Carlos Genovés. Llevaba seis oficiales y 195 soldados prisioneros, incluyendo a Warnes, Saraza y al capitán de dragones Francisco Castellanos. Machain fue embarcado en la Villa de Pilar. Los prisioneros fueron canjeados meses después por una gestión a iniciativa de Machain y Warnes ante el virrey Elío. Parte del canje lo realizó José Gervasio Artigas entregando 61 heridos españoles a cambio de igual número de prisioneros capturados “en la desgraciada y absurda invasión de Belgrano al Paraguay”.

## Juicio a Belgrano
La formación de la Junta Grande, en diciembre de 1810 y la posterior muerte de Mariano Moreno agudizaron la división y el enfrentamiento dentro de la elite de Buenos Aires, dividida entre morenistas y saavedristas. Estos últimos contaban en la capital con el apoyo de los jefes de las milicias y la mayor parte de los alcaldes de barrio. El 6 de abril de 1811 una multitud proveniente de los arrabales y zonas rurales inmediatas y tropas de los cuarteles convenientemente convocadas, presentaron al Cabido un petitorio dirigido a la Junta donde exigían —entre otras cosas— la expulsión de los vocales morenistas y la destitución de Domingo French y Antonio Beruti, también morenistas, del mando del regimiento Estrella. A estos requerimientos se sumó, en la "proposición" número trece: 

"Quiere el pueblo que el vocal, Don Manuel Belgrano, general de la expedición destinada al auxilio de nuestros hermanos paraguayos, sea llamado y comparezca inmediatamente en esta capital a responder a los cargos que se le formen.". Peticiones del 6 de abril de 1811 en (Junta de Historia y Numismática Argentina , 1910, p. 287 vol. 2)

Belgrano era considerado no solo como morenista sino como un peligro potencial por estar al mando de un ejército de aproximadamente 3000 hombres en operaciones.
El 19 de abril, la Junta, obedeciendo las proposiciones hechas por el "pueblo" y publicadas en la Gazeta Extraordinaria del 15 de abril, "previno" a Belgrano para que regresara a la capital y dejase el mando del ejército al oficial que "corresponda por su empleo y antigüedad" que "por ahora" debía ser José Rondeau. Ese oficio llevaba la firma del abogado Joaquín Campana, redactor del petitorio y nuevo secretario de gobierno de la Junta, aliado de Saavedra. En su respuesta del 21 de mayo, Belgrano manifestó abiertamente su ambivalencia: "Tuve impulsos de obedecer y no cumplir la orden" escribió. Finalmente acató la orden para que no se pensara que lo hacía por "ambición" y no provocar, "tal vez", un "nuevo movimiento" o "vaivén" que se debía evitar frente a los enemigos.
El 6 de junio de 1811, la Junta designó como Juez Fiscal al coronel Marcos González Balcarce, otro partidario de Saavedra que también había firmado el petitorio con otros militares, y que luego fue nombrado como nuevo comandante del regimiento Estrella. Su misión era formar la causa reuniendo información y tomando las declaraciones correspondientes.
El 20 de junio, 16 oficiales del ejército que operaba en la Banda Oriental y que participaron de la expedición contra la provincia del Paraguay, expresaron que no habían encontrado a nadie que tuviera alguna queja contra Belgrano..
El 26 de junio el fiscal tomó declaración al coronel Tomás de Rocamora. Las preguntas versaron sobre las causas por las que no pudo unirse a Belgrano, las fuerzas disponibles y su disposición en las distintas batallas, si Belgrano tuvo la posibilidad de cruzar el Paraná en lugar de dar batalla en Tacuarí y si sabía las causas por las cuales fueron separados varios oficiales del ejército. Al respecto Rocamora mencionó la fuga de los oficiales Juan Mármol y Bertolot de la batalla de Tacuarí junto con otros "prófugos que huían del ejército". Sobre estos hechos no le pidieron aclaraciones. Se adjuntó al expediente el largo derrotero que recorrió Rocamora desde Yapeyú hasta San José, sobre el Paraná.
Dos días después, el 28 de junio, se tomó la declaración a Gregorio Perdriel. Las preguntas fueron sobre la marcha desde la Bajada, detalles de la batalla de Paraguarí y posterior retirada, si se habían hecho observaciones sobre el enemigo y si el general había comunicado a los oficiales la orden de la Junta de "no aventurar acción sin ventajas conocidas". Perdriel realizó una extensa declaración en respuesta a las 25 preguntas que le hicieron. 
La causa se paralizó durante el mes de julio. "Pero lo que más llama la atención es que en ningún momento se tomó declaración al inculpado, siendo el único que podía aclarar con testigos "de visu" todas las dudas". A fines de ese mes se recibieron distintos oficios provenientes de los alcaldes de la ciudad que manifestaron no tener cargos que hacer a Belgrano por su actuación militar. Tanto Tomás José Grigera como los alcaldes trataron ahora de minimizar la importancia del juicio diciendo que: 

"[...] el espíritu del artículo 13 de las peticiones del 6 de abril es excitar al gobierno a que juzgue según derecho al general [Belgrano] como en iguales circunstancias y casos se ha practicado aún cuando la desgracia de la pérdida de las acciones de guerra hayan sido inevitables".(Carranza , 1896, p. 62 vol. 8)

 Sin embargo, como lo había anticipado Belgrano, el momento para su destitución no había sido el más adecuado, por las "relaciones" o negociaciones que se estaban realizando con los paraguayos, portugueses, Artigas e incluso los "enemigos" de Montevideo. Al año siguiente, en un oficio a Rivadavia del 11 de mayo de 1812 Belgrano agregó: "los bribones del 5 y 6 de abril me perjudicaron y perjudicaron a la Patria; ¿Qué ventaja se saca de mentir?"
Como consecuencia del cambio político ocurrido en el Paraguay en mayo de 1811, la Junta consideró que Belgrano era el hombre más adecuado para iniciar negociaciones con el nuevo gobierno paraguayo. A tal fin, el 1 de agosto, lo nombró representante de la Junta en misión especial con las Instrucciones oficiales y confidenciales correspondientes. Belgrano respondió que para llevar adelante su cometido era conveniente que se resolviese previamente su situación procesal. Teniendo en cuenta que ya se habían realizado las publicaciones y recogidos los informes, renunció a toda defensa y confió la misma en todos los oficios que había enviado oportunamente a la Junta mientras estuvo en operaciones y en las declaraciones de los oficiales de su ejército.
Del 3 al 8 de agosto se tomaron siete declaraciones a oficiales que por diversas razones habían sido desafectados del ejército por Belgrano. A todos ellos, al llegar a Buenos Aires, se les había quitado el despacho pero luego, a casi todos, les fue retornado sin explicación alguna. Muchas declaraciones fueron antedatadas como si se hubieran tomado en julio y no en agosto y, a diferencia de Rocamora y Perdriel, se hicieron pocas preguntas. El capitán Martínez declaró que, cuando le comentó al vocal Miguel de Azcuénaga que Belgrano había hecho marchar a Rocamora el doble de leguas de lo necesario, aquel le advirtió que tuviera "cuidado con decir nada de esto porque era hombre perdido". Al momento de su declaración, Azcuénaga ya no ocupaba su cargo pues había sido desterrado por los autores de la "asonada" del 6 de abril. Cuando se tomó declaración al teniente José Mármol, del regimiento de granaderos Fernando VII, uno de los que habían desertado en Tacuarí, no se le hizo ninguna pregunta relacionada con ese hecho. Alberdi criticó a Mitre por haber incluido en su Historia de Belgrano estos documentos "superfluos" y vergonzosos para el gobierno, que además "no tuvieron resultado ni influjo en la vida [de Belgrano] ni en la de su época".
Finalmente el 9 de agosto de 1811, teniendo en cuenta lo "expuesto por el Exmo. Cabildo, Alcaldes de barrio y oficiales del ejército" se declaró que Manuel Belgrano: 

"[...] se ha conducido en el mando de aquel ejército con un valor, celo y constancia dignos de reconocimiento de la patria; en consecuencia queda repuesto a los grados y honores que obtenía y que se le suspendieron en conformidad de lo acordado en las peticiones del 6 de abril; y para satisfacción del público y de este benemérito patriota, publíquese este decreto en La Gazeta".(Instituto Belgraniano Central, 1982, p. 656)

 El 29 de dicho mes, Belgrano y Vicente Anastasio Echeverría llegaron a Corrientes para iniciar su misión diplomática en el Paraguay.

## Causas del rechazo del Paraguay
La explosión paraguaya que saludó y derrotó a Manuel Belgrano y su ejército en las batallas de Paraguarí y Tacuarí en el año 1811, fue básicamente obra del localismo provincial y la desconfianza sobre la conducción de Buenos Aires. Ello no fue debido a la lealtad a la corona española. Durante los siglos posteriores a la Conquista, el Paraguay se había desenvuelto en soledad; con cultura, manera de vivir y raza diferentes y había vivido sin ayuda de nadie. (Williams, 1969, p. 120)

No era ese el único motivo:

La mayor influencia de los comerciantes porteños sobre las autoridades coloniales en comparación con sus colegas del Alto Plata generó en las distintas áreas que componían dicha región (Paraguay, las provincias del Litoral, sur del Brasil) un profundo sentimiento de suspicacia y recelo hacia la poderosa ciudad-puerto. (Cisneros y Escudé, 1998, p. 118 volumen 2, Cap. 6)

La junta de Buenos Aires cometió el error de querer mantener su privilegiada posición colonial con medidas económicas, políticas y militares. Los paraguayos reaccionaron en masa ante esta pretensión. En un artículo publicado en La Gazeta el 6 de marzo de 1812, Monteagudo criticó a la Junta e indirectamente a Saavedra por esta actitud:

"Se instaló el 25 de mayo de 1810 la primera junta de gobierno: ella pudo haber sido más feliz en sus designios [...] si en vez de un plan de conquista se hubiera adoptado un sistema político de conciliación con las provincias [...] el Paraguay hizo en mi opinión la resistencia que debió y ha acreditado hasta el fin que conoce su dignidad: el quiere vivir confederado y no sujeto a un pueblo [Buenos Aires] cuyos derechos son iguales. "Monteagudo, artículo La Gazeta, 6/3/1812 en (Garin, 2011, p. 119)

Dos años más tarde, Belgrano agregaría: 

"A la salida del doctor Castelli, coincidió la mía, que referiré a continuación hablando de la expedición al Paraguay, expedición que solo pudo caber en unas cabezas acaloradas que solo veían su objeto y a quienes nada era difícil, porque no reflexionaban ni tenían conocimientos". Belgrano, Autobiografía en (Belgrano, 1944, p. 8)

Tanto Cabañas como Yegros, ricos hacendados y yerbateros, sabían que tras la expulsión de Belgrano se podían iniciar los cambios políticos que se estaban dando en diversas partes de América y al mismo tiempo librarse del yugo económico de Buenos Aires, postergados por la misión Espínola y Peña, las acciones políticas y económicas, el ultimátum y finalmente la guerra.
"Producida la invasión de Belgrano al Paraguay los portugueses [...] aprovecharon para tomar parte en los negocios rioplatenses". Esto fue utilizado por determinados sectores del Cabildo de Asunción para justificar un pedido de "ayuda" a los portugueses, que a cambio exigían a la provincia reconocer a Carlota Joaquina como heredera de Fernando VII. Y fue este nuevo peligro el que provocó que el 14 de mayo de 1811, el gobierno de Velasco fuera intervenido con el agregado de dos consocios hasta la realización de un congreso. Ese congreso destituyó a Velasco y estableció una junta de cinco miembros que de inmediato reiteró a Buenos Aires su decisión de autogobernarse.

## La historiografía sobre la expedición militar al Paraguay
En general la historiografía paraguaya consideró a la expedición militar como una invasión conquistadora. En 1896, el historiador Blas Garay afirmó que tanto la Junta, como Belgrano y “los escritores argentinos […] han intentado siempre negar su objeto verdadero que no era otro que la conquista de la Provincia”. Según Gómez, “lo relevante que “descubrió” Garay […] fueron las “verdaderas intenciones” de Belgrano y la Junta hacia la provincia del Paraguay y su pueblo”. La expresión “conquista del Paraguay” aparecía en los oficios confidenciales enviados por Belgrano al gobierno de Buenos Aires el 16 de diciembre, 24 de enero, 31 de enero y 14 de marzo de 1811: “Vuestra Excelencia se convencerá […] que es de precisión decretar la conquista del Paraguay”; "[…] la conquista de los salvajes paraguayos, que sólo se pueden convencer a fuerza de balas”.
Por su parte, la tradicional historiografía argentina dedicada a las llamadas "guerras de la independencia" consideró esa expedición como libertadora o auxiliadora. Pese a ello, tempranamente Juan Bautista Alberdi criticó los tres capítulos que Mitre le dedicó en su libro Historia de Belgrano:

¿Se pretendería que [...] Belgrano, marchando sobre el Paraguay a la cabeza de mil hombres, era Buenos Aires emancipando a la América del Sud, de su opresor el gobernador Velasco, del Paraguay? [...] [Alberdi concluyó que eso no era una "historia seria" sino] un juguete irrespetuoso de palabras sobre la verdad de los hechos que se quiere alterar en obsequio de la vanidad del vulgo, que cree todo lo que le gusta, por absurdo que sea, sin reflexión. (Alberdi, 1974, p. 146-147)

A partir de la década de 1910 se fue conformando una generación profesionalizada de historiadores conocida como Nueva Escuela Histórica. Las figuras relevantes fueron Ricardo Levene, Emilio Ravignani o Juan Canter que, si bien se preocuparon por el periodo independentista, no se interesaron por las guerras de la independencia. Cuando en 1934, el Estado nacional encargó a la Academia Nacional de la Historia escribir la versión oficial de la historia Argentina, Levene encomendó catorce de los quince capítulos relacionados con diversos conflictos a historiadores que eran militares, influenciados por la historiografía mitrista. De esta manera la corriente historiográfica, desde 1887 y durante un siglo, se constituyó en un compartimiento casi estanco, con pocas variaciones en los esquemas de análisis. Estos militares historiadores consideraron la guerra como una consecuencia de la Revolución de mayo de 1810, es decir, un conflicto por la independencia de la dominación española:

"El objetivo político de la Revolución, hecha a nombre de Fernando VII [era]
[...] propagar la insurrección a los límites naturales del Virreinato, para luego extenderla a todo el continente sudamericano. A esta concepción obedecieron la primera expedición del Alto Perú, la enviada al Paraguay y la campaña de la Banda Oriental". (Loza, 1939, p. 492)

Según el mayor Emilio Loza, la reacción española (o el "plan realista") consistió en "apagar el foco revolucionario del Río de la Plata".
El coronel Leopoldo R. Ornstein, encargado por Levene para escribir sobre la expedición militar al Paraguay, siguió las mismas pautas. No obstante sostuvo que el objetivo político de Velasco había sido “impedir lisa y llanamente la invasión” de la provincia llevada adelante por la Junta de Buenos Aires. Años después, en su obra sobre el juicio a Belgrano, sostuvo que lo único que pudo hacer Velasco fue "defender su provincia contra una invasión de fuerzas porteñas" y responsabilizó a la junta de Buenos Aires de los resultados obtenidos "de manera que era esta, en pleno, la que debió ser sometida a juicio y no [Belgrano]". En la actualización de la Historia de la Nación Argentina, realizada en 1999 o sea medio siglo después, fue nuevamente un militar, el general de brigada Goyret, el encargado del rubro guerra de la independencia (Vid. 11. Huestes, milicias y ejército regular).
En 1946, el historiador Enrique de Gandía presentó una interpretación diferente a este paradigma en los estudios historiográficos y los textos escolares. Basándose en los actores principales de aquellos sucesos y en las Memorias de Tomás de Iriarte, Gandía definió a los conflictos que se suscitaron a partir de mayo de 1810 como una "guerra civil" y no como expediciones "libertadoras". Partió de la base de que la "Revolución de Mayo" había sido un "cambio de gobierno", "un acto de inmensa adhesión a España y Fernando VII" y no un levantamiento "contra un orden existente". Esta idea no era nueva. Figuró en el Manifiesto que hace a las Naciones el Congreso General Constituyente de las Provincias Unidas del Río de la Plata el 25 de octubre de 1817 y lo sostuvo Juan Manuel de Rosas, contemporáneo de los hechos, en su discurso del 25 de mayo de 1836 y publicado a partir de 1843, reiteradas veces, en La Gaceta Mercantil.
En 1960, con motivo de la conmemoración del 150° aniversario de la Revolución de Mayo, otro militar, el coronel Félix Best, publicó la Historia de las guerras argentinas en dos volúmenes. En la parte dedicada a la campaña al Paraguay, significativamente la tituló cómo "Campaña de Belgrano contra Velasco y Cabañas". Mantuvo ahí los mismos lineamientos realizados por Ornstein dos décadas antes: breve detalle de las causas, descripción del teatro de operaciones, composición de los ejércitos, itinerarios, alternativas de las batallas y las consecuencias fundamentalmente militares. Definió a los adversarios como "patriotas" y "paraguayos".

## La expedición en la literatura
Augusto Roa Bastos, en su novela "Yo el Supremo", se refiere a la expedición de la siguiente manera:

Por aquel entonces vino Manuel Belgrano al frente de un ejército. Abogado, intelectual, pese a su profunda convicción independentista, vino a cumplir las órdenes de la Junta de Buenos Aires: Meter por la fuerza al Paraguay en el rodeo vacuno de las provincias pobres. Vino con esas intenciones que en un primer fermento debió haber creído que eran justas. Vino Belgrano acalorado por ese vino de imposibles. Como en otras ocasiones, vino acompañado él también por esa legión de malvados migrantes [referencia a los paraguayos Machain, Cálcena, los hijos de Espínola y Peña]; los eternos partidarios de la anexión, que sirvieron entonces, que servirán después como baqueanos en las invasiones a su Patria. Vino hecho vinagre.
Circular perpetua en (Roa Bastos, 1974, p. 114)

Al firmar este armisticio [se refiere a Belgrano], tan contrario a los objetivos de la invasión anexionista y a los intereses de Buenos Aires, eso fue poner el dedo en la llaga, dirá después el Tácito del Plata [referencia a B. Mitre].
Cuaderno privado en (Roa Bastos, 1974, p. 118)

Entretanto las palpitaciones de Takuary, apunta de nuevo Julio César [se refiere al historiador Julio César Chaves], han llegado a Asunción, amplificando la noticia del extraño armisticio en que se permite a un ejército invasor retirarse con los máximos honores [...] donde la complacencia de Atanasio Cabañas casi hace causa común con los derrotados invasores.
Circular perpetua en (Roa Bastos, 1974, p. 121)